# Avenue Foch (Paris)
Cet article concerne la rue parisienne. Pour la gare du RER C, voir Gare de l'avenue Foch. Pour les autres significations, voir Foch.
Pour les articles homonymes, voir Avenue Foch.
L’avenue Foch est une avenue du 16e arrondissement de Paris qui doit son nom, depuis 1929, au maréchal Ferdinand Foch, qui s'est illustré pendant la Première Guerre mondiale. Elle était auparavant connue sous le nom d'avenue du Bois-de-Boulogne. C'est l'une des rues les plus prestigieuses de Paris, ainsi que l'une des adresses les plus chères au monde, abritant de nombreux hôtels particuliers, certains ayant notamment appartenu aux familles Onassis et Rothschild.

## Situation et accès
Cette voie commence place Charles-de-Gaulle (anciennement nommée « place de l'Étoile ») et se termine porte Dauphine (place du Maréchal-de-Lattre-de-Tassigny). L'une des douze avenues partant de la place de l'Étoile, elle est considérée comme l'une des plus prestigieuses adresses parisiennes.
L'avenue Foch est longue de 1 300 mètres et large de 120 mètres grâce aux jardins qui la bordent d'un bout à l'autre et qui en font la plus large avenue de la capitale. L'avenue Foch est par ailleurs l'avenue la plus large d'Europe mais aussi l'une des plus larges du monde,. Autre particularité, unique à Paris : ses grandes allées cavalières, situées entre la chaussée et les jardins, ne sont pas goudronnées (elles permettaient jadis aux cavaliers de rejoindre à cheval le bois de Boulogne, qui se trouve à son extrémité ouest, côté porte Dauphine).
Elle croise en son centre l'avenue de Malakoff et l'avenue Raymond-Poincaré. 
À la porte Dauphine, le triangle qu'elle forme avec l'avenue Bugeaud et le boulevard Flandrin a reçu le nom de place du Paraguay par arrêté du 13 février 1962.
Sont situés sur l'avenue, les stations de métro et gares de RER :
- Charles de Gaulle - Étoile (les lignes 1, 2 et 6) ;
- Gare de Charles-de-Gaulle - Étoile (ligne A du RER) ;
- Porte Dauphine (le terminus de la ligne 2) ;
- Gare de l'avenue Foch (la ligne C) située à l'angle avec le boulevard Flandrin (Porte Dauphine).

## Origine du nom

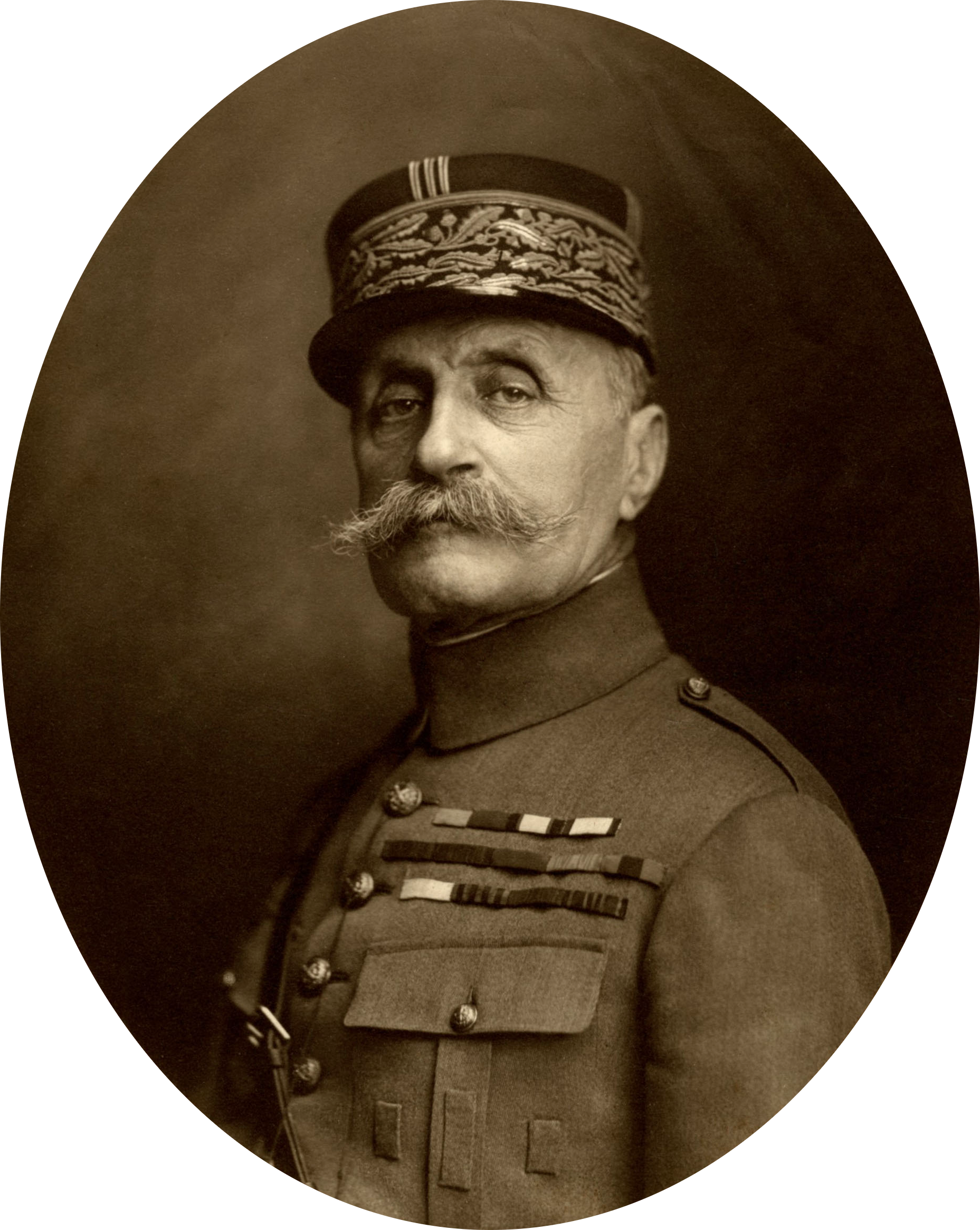
Ferdinand Foch en 1921.

L'avenue tient son nom en l'honneur de Ferdinand Foch (1851-1929), maréchal de France et le généralissime de la Grande Guerre.

## Historique
Ouverte en 1854, elle s'est d'abord appelée « avenue de l'Impératrice » (en hommage à l'impératrice Eugénie, épouse de Napoléon III), puis « avenue du Général-Uhrich » à la chute du Second Empire, avant de devenir « avenue du Bois-de-Boulogne » (souvent simplifié en « avenue du Bois ») en 1875.
Le projet original de Jacques Hittorff prévoyait une chaussée de 16 mètres et deux contre-allées. Le baron Haussmann en faisait un projet plus grandiose d'une chaussée de 1 200 mètres de longueur, de 120 mètres de largeur et d'une superficie de 144 000 m2.
Les jardins bordant l'avenue sont aménagés en 1855 par Adolphe Alphand. De nos jours, ils comptent environ huit cents arbres, dont le plus gros marronnier d'Inde (5,10 mètres de circonférence) et le plus vieux faux orme de Sibérie (planté en 1852) de Paris.
À la fin du XIXe siècle, des personnalités de la haute société délaissent le centre de Paris pour faire bâtir des hôtels particuliers le long de cette nouvelle avenue : le marquis de Breteuil, le baron Étienne van Zuylen, la famille Ephrussi de Rothschild (au no 19), le dramaturge Adolphe d'Ennery (où se trouve le musée d'Ennery d'art asiatique), Anna Gould (où son fils Howard se suicide en 1929) et Boni de Castellane (palais Rose) et même dans la fiction, le prince de Guermantes de Marcel Proust (À la recherche du temps perdu), qui délaisse le faubourg Saint-Germain pour l'avenue Foch. Suivent d'autres personnalités comme les artistes Claude Debussy, Georges Feydeau et Octave Mirbeau.
En octobre 1896, à l'occasion de leur visite en France, le tsar Nicolas II et son épouse Alexandra arrivent gare de Passy-la-Muette, située le long du jardin du Ranelagh. Le cortège traverse ensuite le bois de Boulogne, jusqu'à la porte Dauphine, empruntant ensuite l'avenue du Bois (actuelle avenue Foch), le trajet devant les conduire à l'ambassade de Russie,.

Fin XIXe siècle
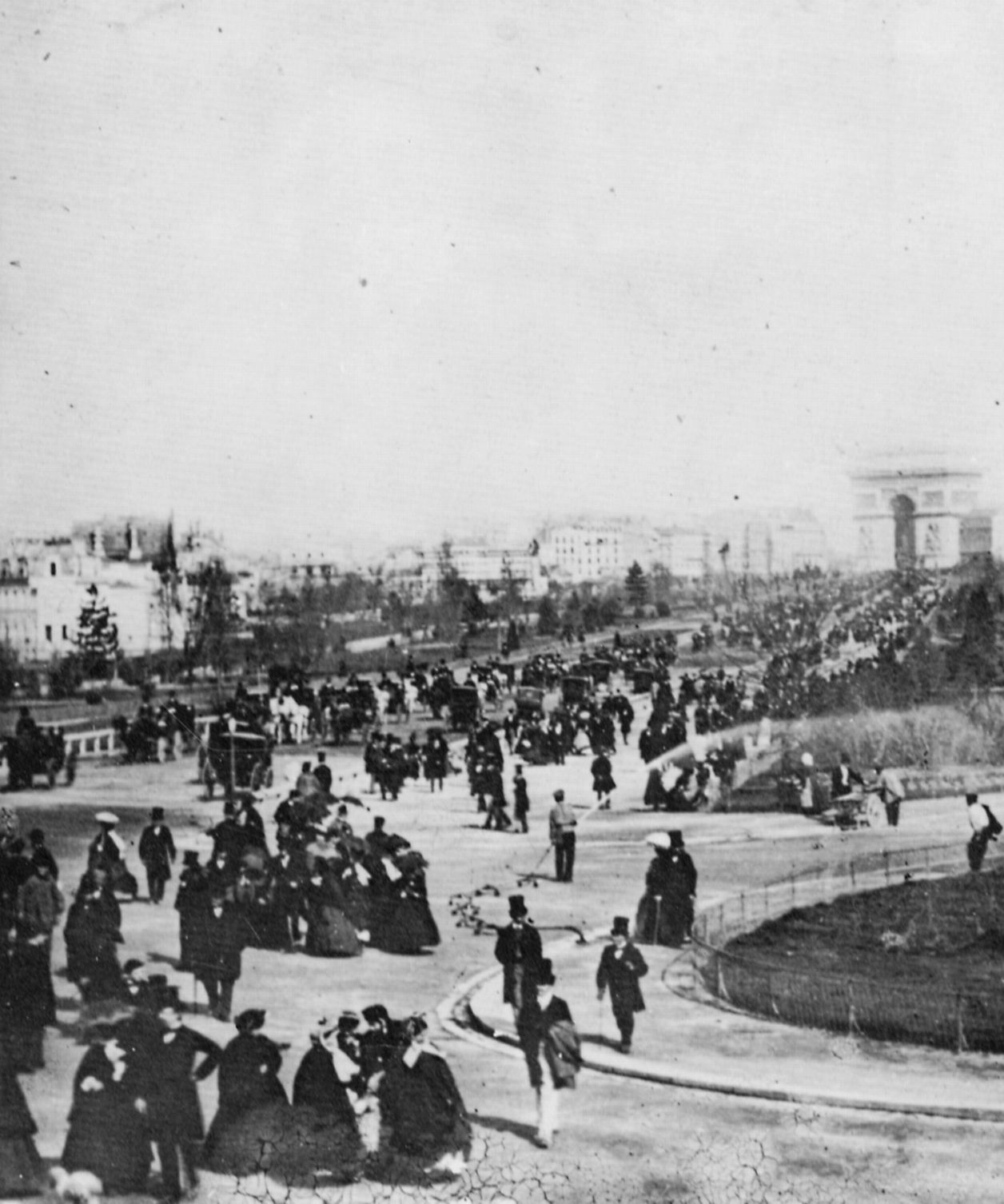
Avec une végétation chétive peu après sa création en 1860, l'avenue de l'Impératrice est déjà très fréquentée par les promeneurs.
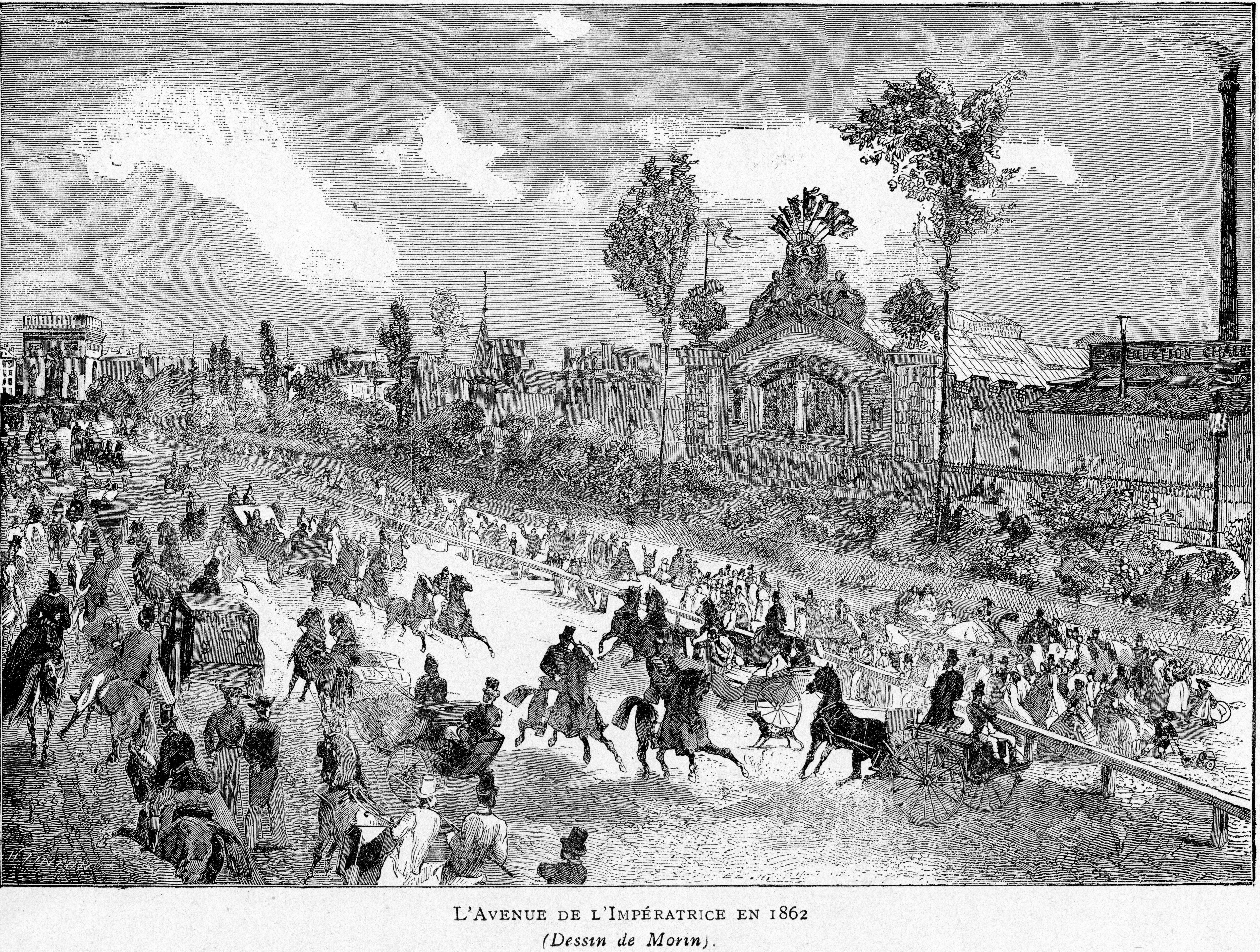
L'avenue de l'Impératrice en 1862.
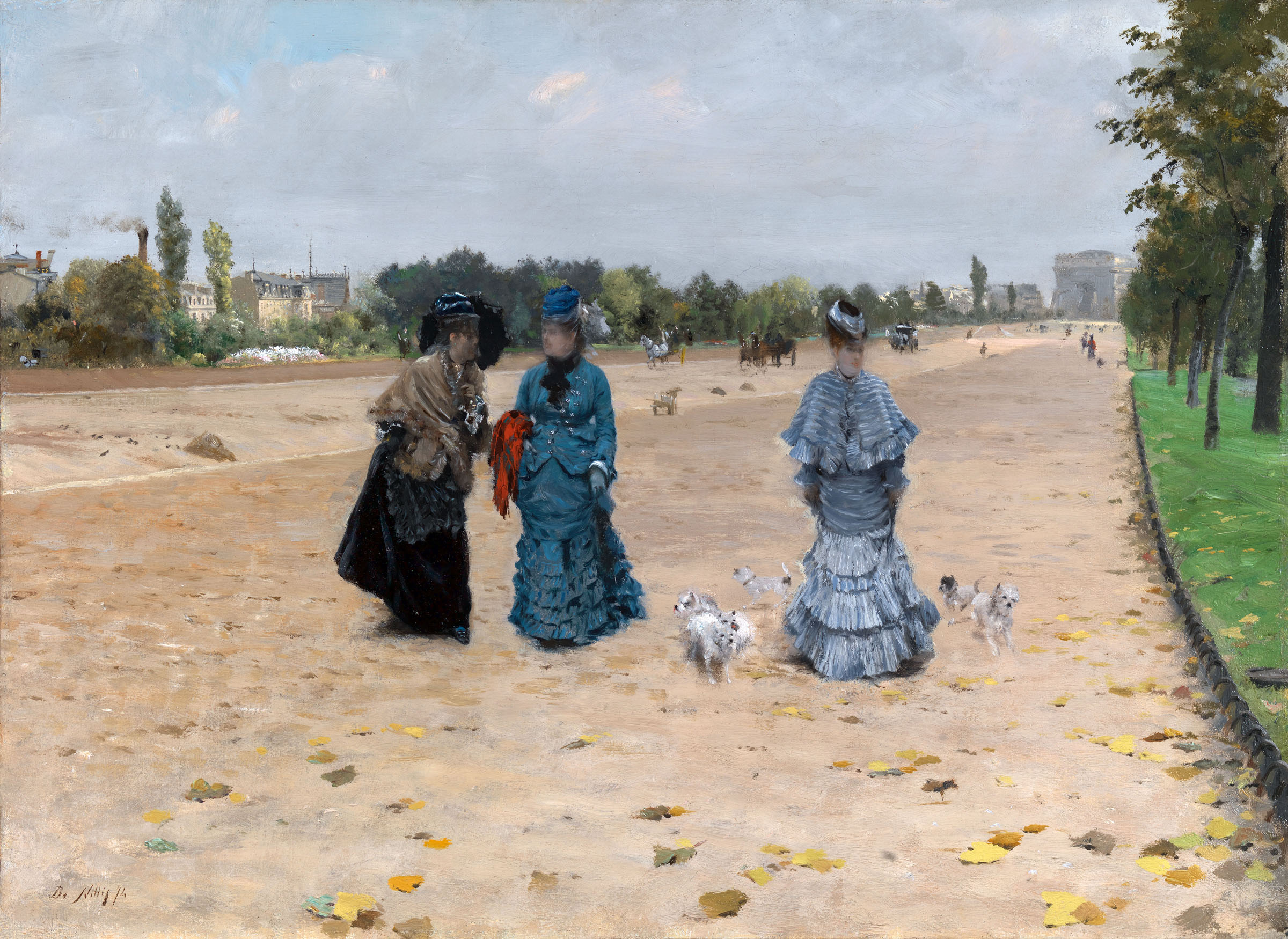
Avenue du bois de Boulogne, 1874, Giuseppe de Nittis, collection privée.

Durant le bombardement du 30 janvier 1918 de la Première Guerre mondiale, le no 19 de l'« avenue du Bois-de-Boulogne » est touché lors d'un raid effectué par des avions allemands.

XXe siècle
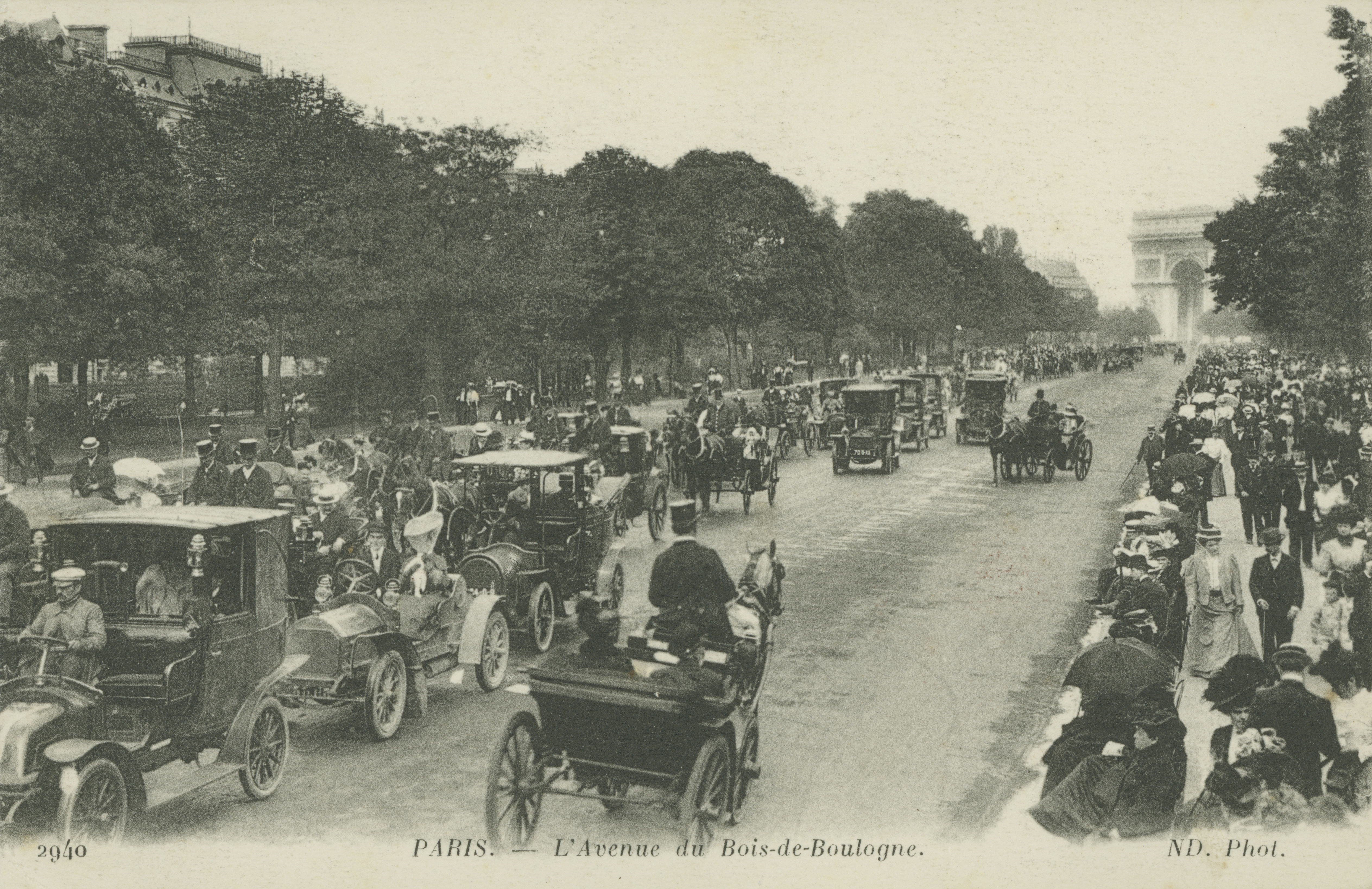
L'avenue vers 1916.
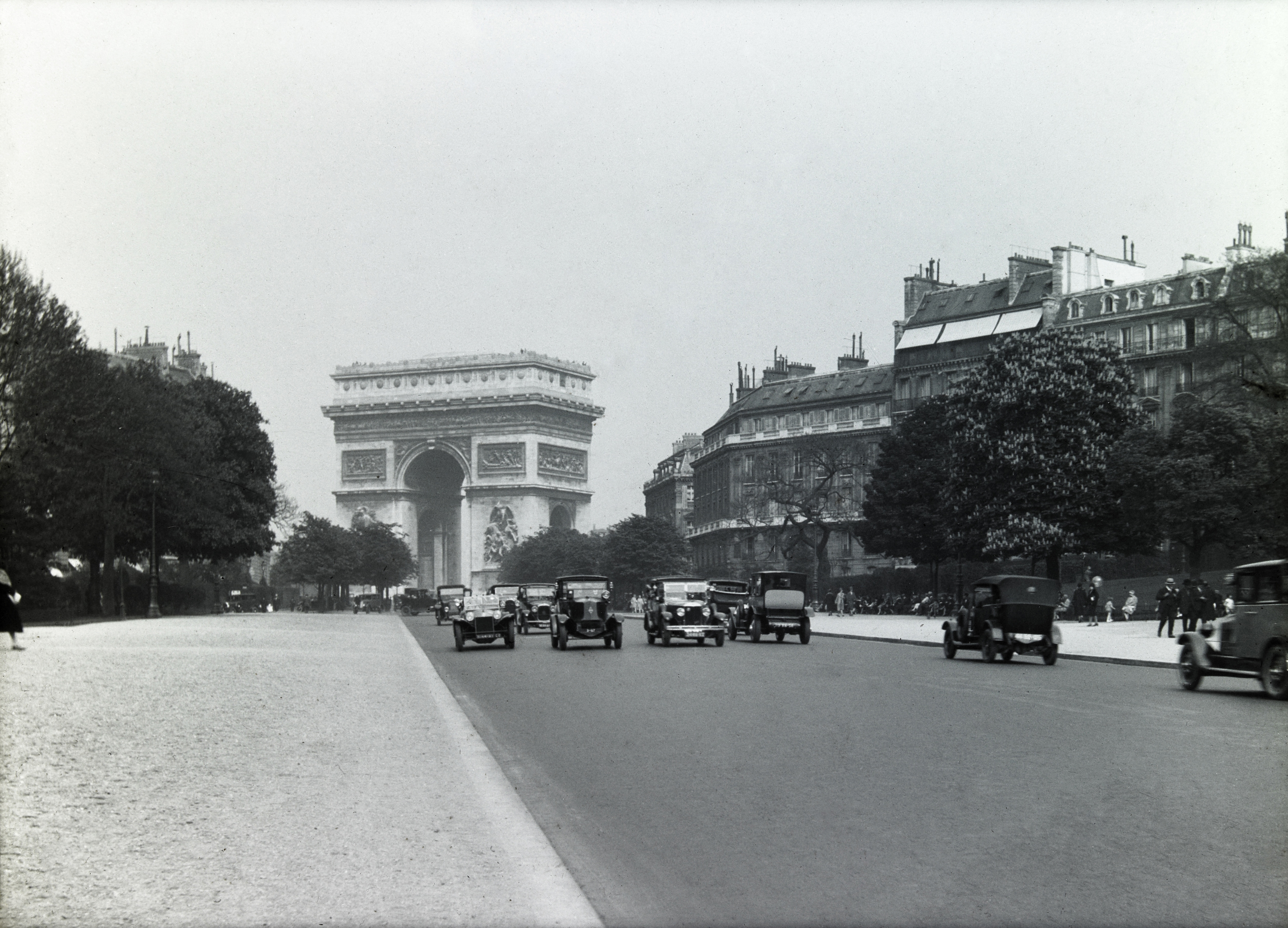
L'avenue vers 1920-1925.
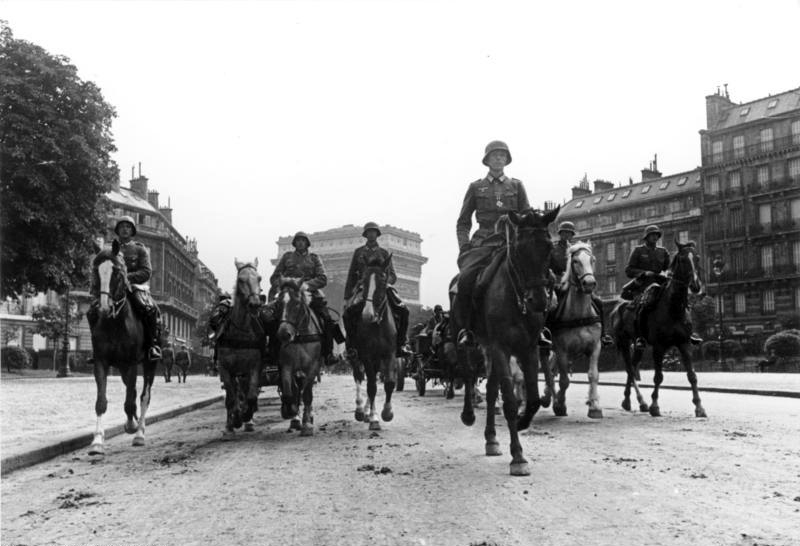
Défilé des troupes allemandes en juin 1940.

Au XXe siècle s'y installent des personnalités mondaines ou du monde du spectacle comme Jacques Dutronc et Françoise Hardy, Maria Callas et Aristote Onassis, Rainier III et Grace de Monaco, Arthur Rubinstein, Fernandel, Marcel Pagnol, Gérard de Villiers, Loris Azzaro, Daniel Hechter, le coiffeur Jacques Dessange ou des chefs d'État moyen-orientaux (le roi Salmane ben Abdelaziz Al Saoud) ou africains (Mobutu). Que le lieu soit dépourvu de commerces et d'activité ne dérange pas les résidents fortunés, qui en prisent le calme.
L'avenue prend son nom actuel par l'arrêté du 29 mars 1929.
Sous l'occupation allemande de Paris, l'endroit est surnommé « avenue Boche », les forces allemandes réquisitionnant plusieurs immeubles. Un officier gradé s'installe au palais Rose, au no 31 bis se trouvent les Affaires juives et au no 84, il y a la Gestapo (où Pierre Brossolette est torturé). Une pelouse de l'avenue porte depuis le nom de ce résistant, pour lui rendre hommage

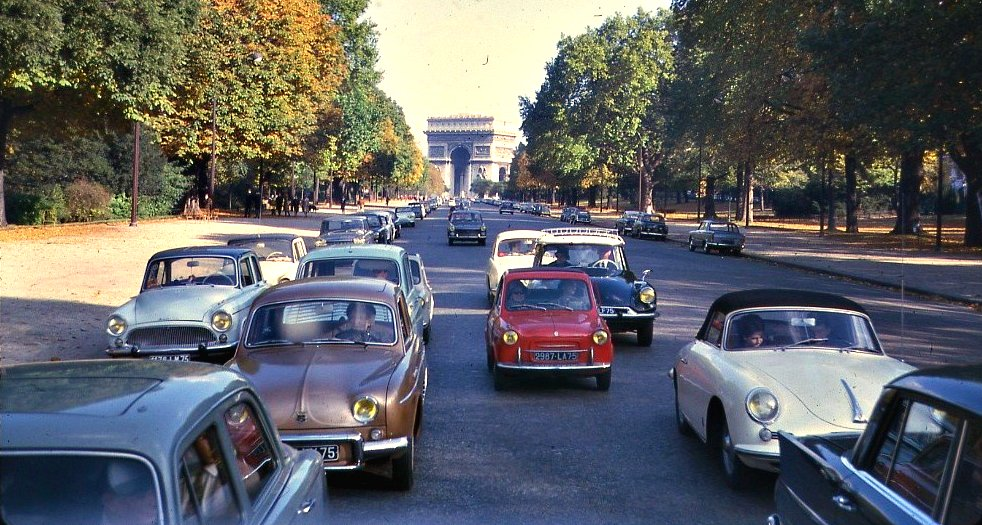
L'avenue Foch en 1962.

Le 5 mars 1984, le producteur de cinéma et éditeur Gérard Lebovici est assassiné dans un parking de l'avenue Foch.
En janvier 2014, un projet présenté par la candidate PS à la mairie de Paris Anne Hidalgo propose de créer une coulée verte dans la partie ouest de l'avenue et de construire sur la moitié est de vastes immeubles de commerces, logements et bureaux, grâce à la suppression de la voie de circulation centrale,. La circulation automobile doit se faire alors sur les contre-allées. Une association de riverains se constitue pour s'opposer au projet, son président dénonce la pollution automobile et les bouchons se concentrant alors juste sous les fenêtres des habitants. Le maire du 16e arrondissement, Claude Goasguen, juge pour sa part le projet « abracadabrantesque ». Ce projet donne lieu à une polémique dont l'un des promoteurs concernés est lié à la gauche et cité dans l'affaire de la MNEF.
À l'approche du bois de Boulogne, l'avenue Foch a longtemps vu déborder sur ses allées les activités de prostitution qui s'y déroulent (côté porte Dauphine, les échangistes et les homosexuels ; sur le côté pair de l'avenue, la prostitution de luxe). Le phénomène diminue à partir des années 2000, sous l'action conjuguée de Nicolas Sarkozy et du maire de Paris Bertrand Delanoë, ainsi qu'avec le développement des sites web spécialisés.
En 2024, la place de la Concorde s'apprêtant à accueillir plusieurs compétitions des Jeux olympiques qui débutent quelques jours plus tard, l'avenue Foch accueille le défilé militaire du 14 Juillet en remplacement de l'avenue des Champs-Élysées.

## Bâtiments remarquables et lieux de mémoire

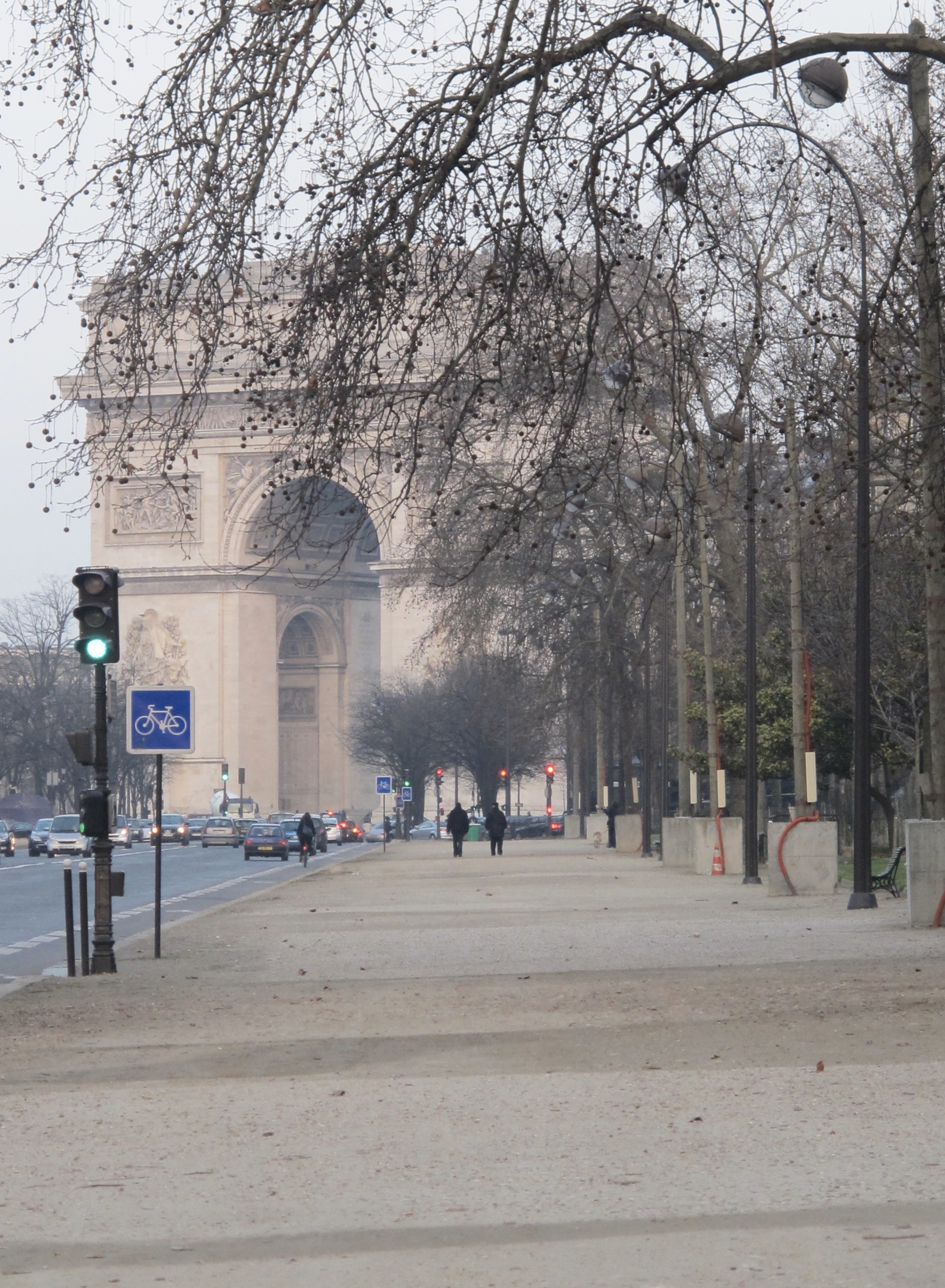
Perspective vers l'arc de triomphe de l'Étoile.
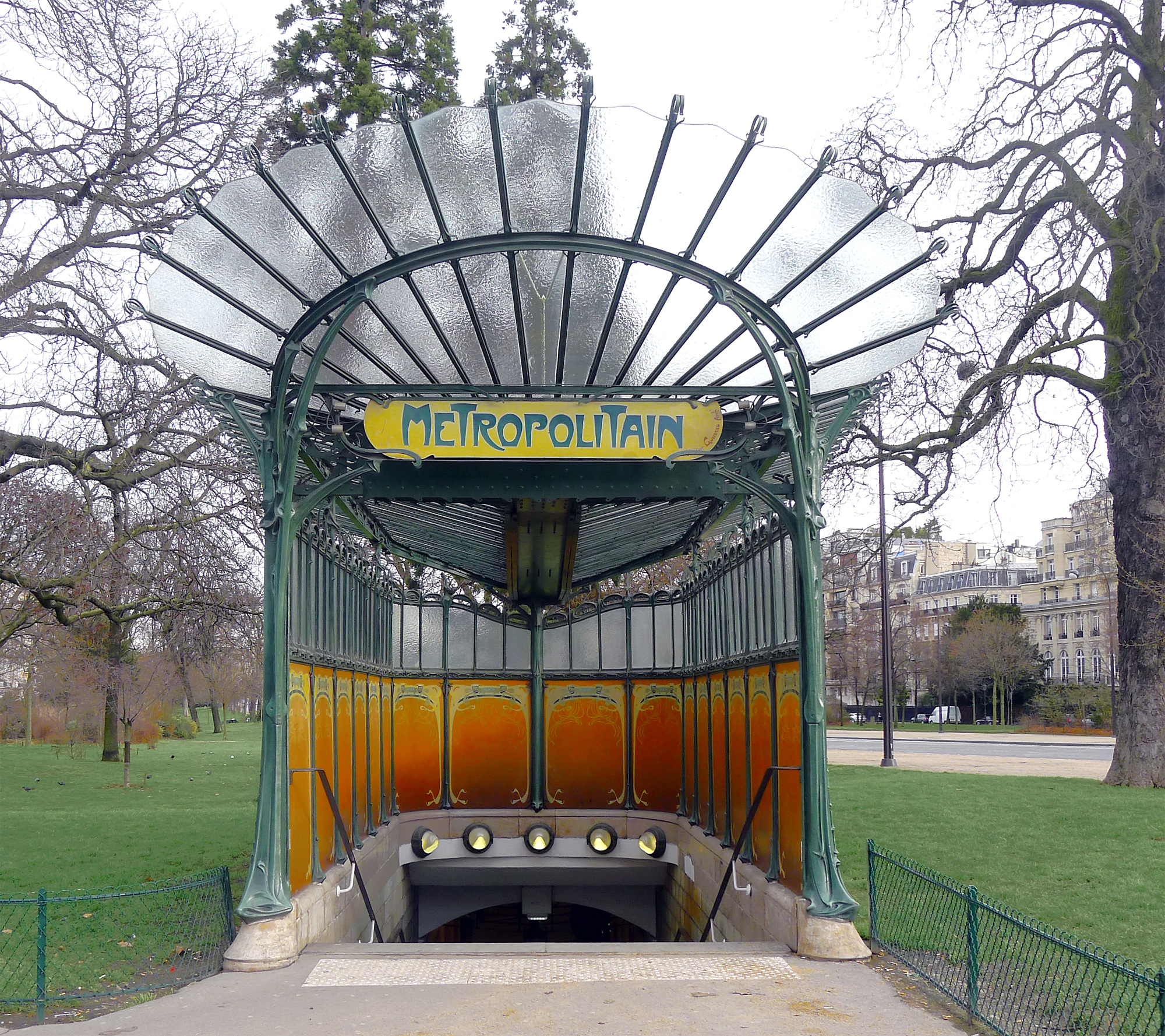
Édicule Guimard.
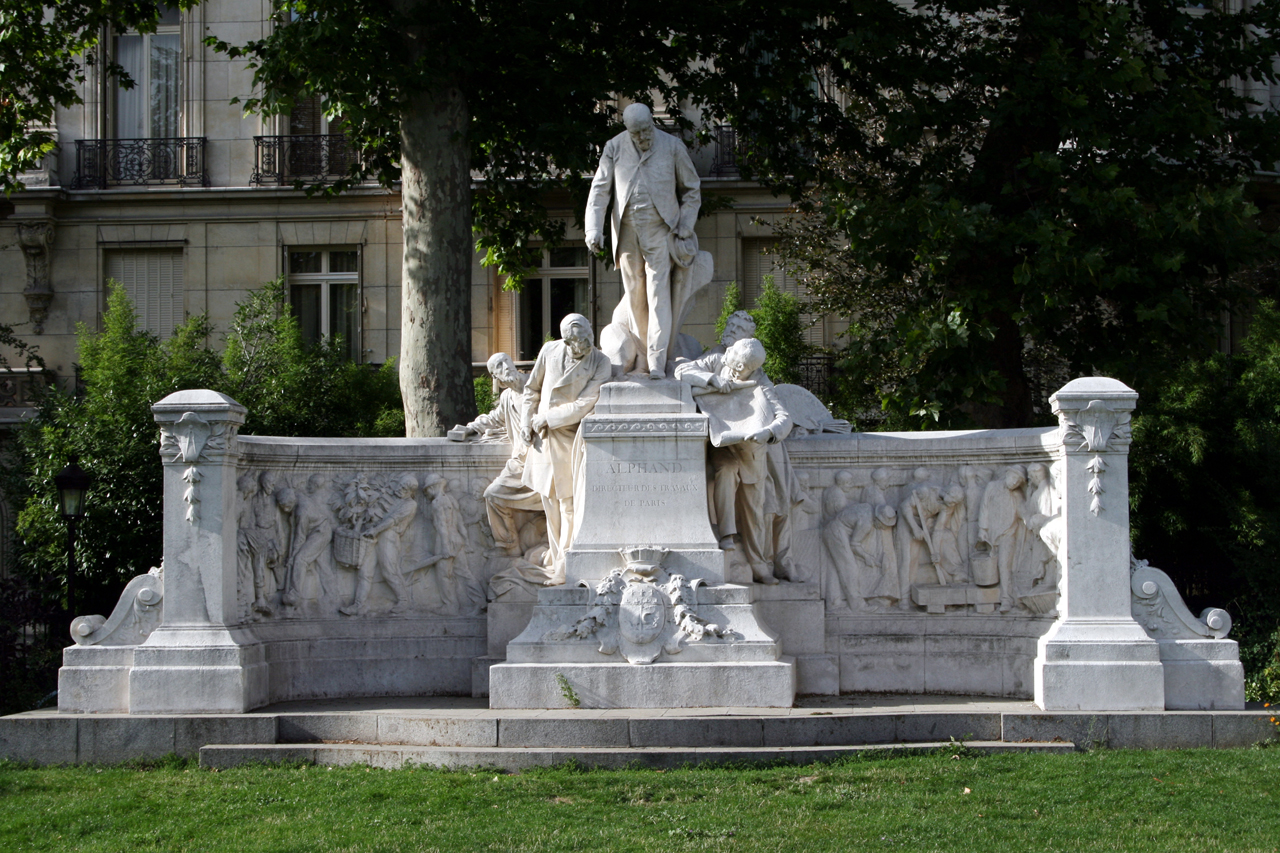
Monument à Alphand.
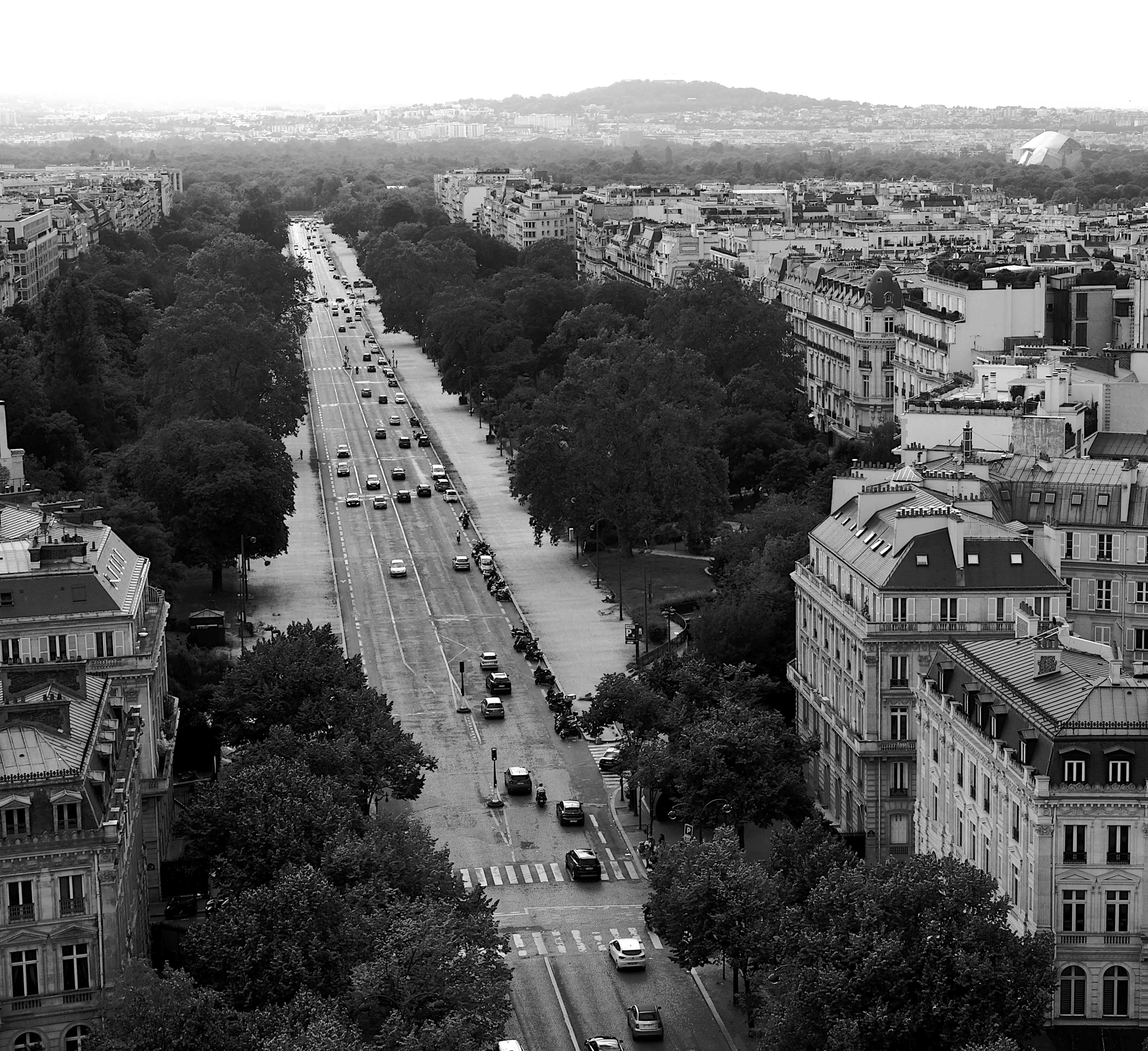
L'avenue en 2021.

- Perspective est : l'arc de triomphe de l'Étoile.
- Côté pair, au niveau de la rue Chalgrin : monument en hommage à Adolphe Alphand par le sculpteur Jules Dalou et l'architecte Jean-Camille Formigé, érigé en 1899.
- Perspective ouest : monument en hommage au maréchal de Lattre de Tassigny.

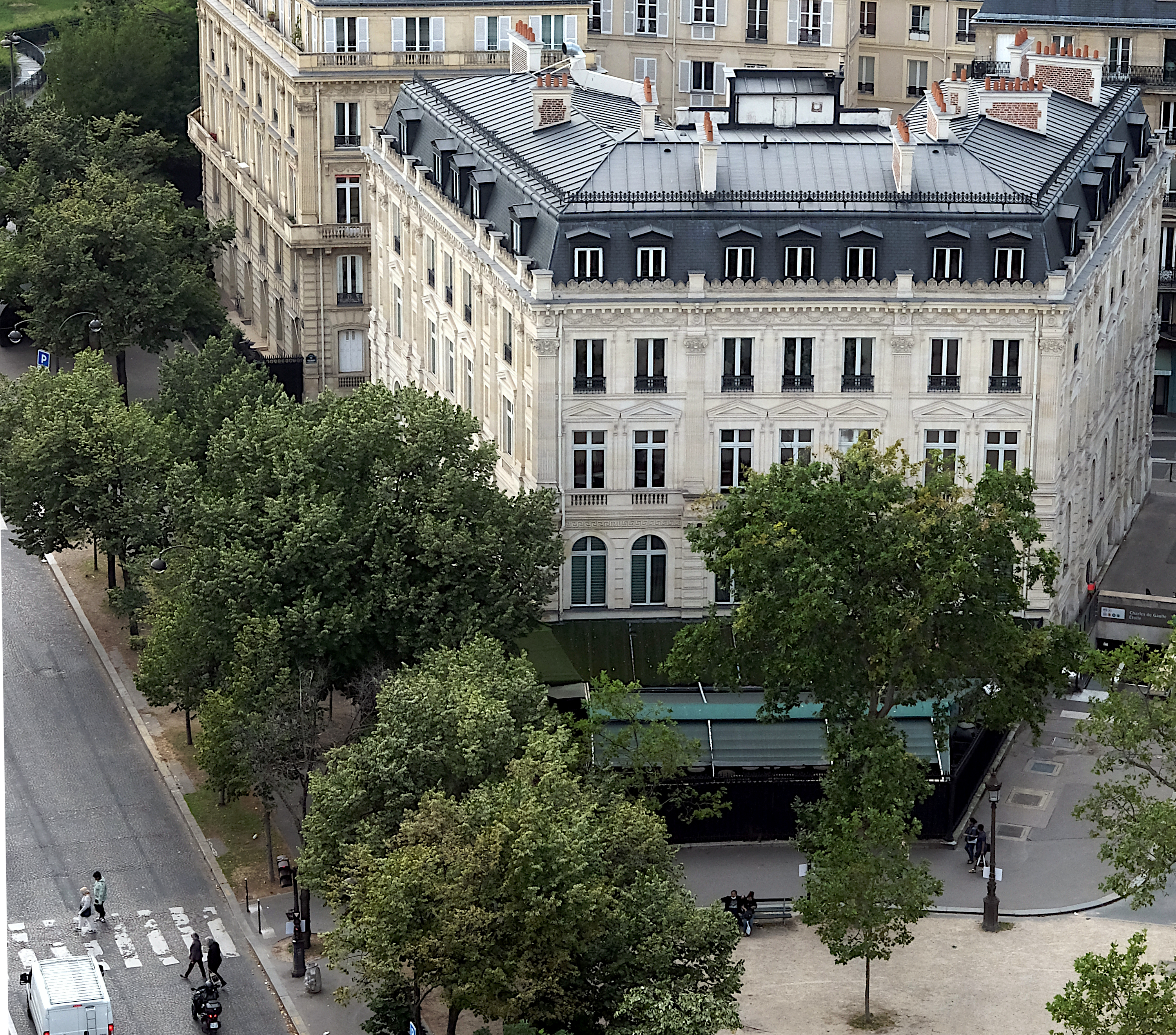
Immeubles no 2 et 2bis.

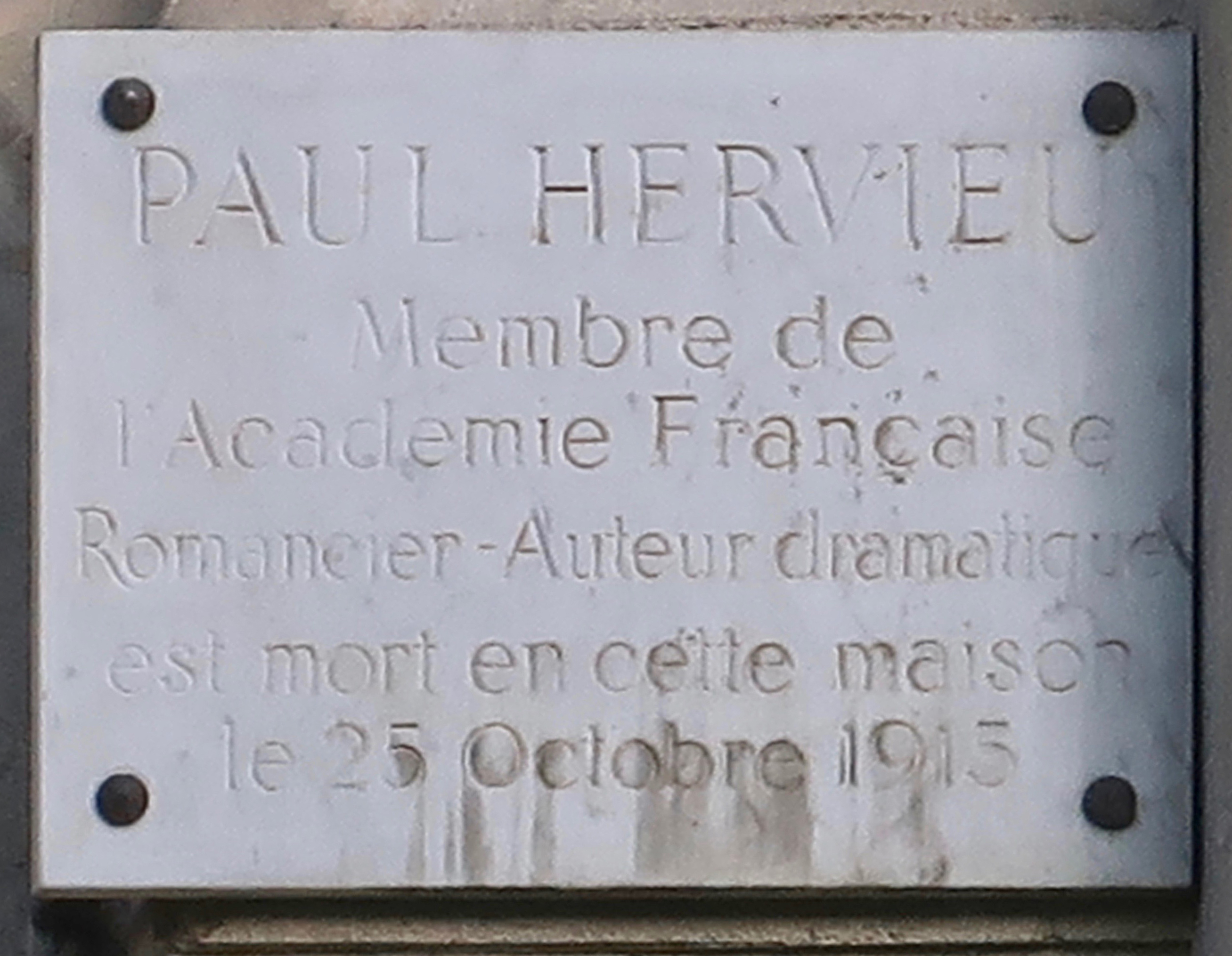
Plaque au no 7.

Durant les années 1960-1970, de nombreux hôtels particuliers qui bordaient l'avenue sont détruits pour faire place à des immeubles modernes. Plusieurs ont néanmoins subsisté, comme au no 19 (ambassade d'Angola), au no 72 (résidence parisienne privée du prince sultan Ben Abdul Aziz) et au no 42, où Teodoro Nguema Obiang Mangué, surnommé Teodorin, possédait également un hôtel particulier (confisqué en 2021 par la justice).
- No 1 bis : Armand Salacrou y a vécu.
- No 2 bis : boîte de nuit « Le Duplex », accessible depuis une bouche d'entrée donnant sur le trottoir.
- No 3 : le romancier Gérard de Villiers y a vécu[17], après avoir été domicilié au no 46.
- No 7 : le romancier Paul Hervieu y est mort en 1915 ; une plaque lui rend hommage.
- No 8 : cinéma « Terminal Foch ». Ouvert en 1970 en souterrain, il est également accessible par le parking, par le centre commercial « Air Inter Foch Shopping » et par la station de RER Charles-de-Gaulle - Étoile. Il ferme en 1976[18].
- No 9 (angle rue de Traktir) : immeuble de logements de haut standing construit en 1950 par l’architecte Jean Boudriot[19].
- No 12 : hôtel de Breteuil, construit par l'architecte Ernest Sanson en 1902, pour Henry Le Tonnelier de Breteuil. Aujourd'hui, il héberge l'ambassade de l'Irlande.
- No 19 : hôtel Ephrussi de Rothschild. Hôtel du banquier Maurice Ephrussi (1849-1916) et de sa femme, née Béatrice de Rothschild (1864-1934). Aujourd'hui, l'ambassade d'Angola en France occupe le lieu.
- No 17 : le député de la Troisième République et homme d'affaires Edmond Bartissol y décède le 16 août 1916[20].
- No 22 : le marchand d'art Paul Guillaume (1891-1934) s'installe à cette adresse avec son épouse Domenica à la fin des années 1920, dans un appartement de 600 m2 (c'est alors encore l'avenue du Bois). Le musée de l'Orangerie, à Paris, expose deux maquettes au 50e du bureau et de la salle à manger de cet appartement, réalisées par Rémi Munier en 2006. Le commodore Charley J. Drouilly (qui vend des chapeaux pour dames au 30, rue Saint-Antoine à Paris) y réside le samedi, avec son épouse née Sarah Lamy[21]. Cette dernière a été peinte en 1926 par Kees Van Dongen. Entre 2002 et 2019, le multimillionnaire[22] américain et délinquant sexuel Jeffrey Epstein (1953-2019) possède un appartement de 800 m2 situé au deuxième étage de l'immeuble[23], estimé dans son testament à 7,8 millions d'euros. Il y reçoit, pour des dîners mondains, de nombreux visiteurs : le prince Andrew, fils de la reine Élisabeth II, l'homme politique français Jack Lang, l'homme d'affaires et homme politique Steve Bannon, ex-conseiller de Donald Trump, et bien d'autres[Note 2]. En 2002, le financier américain tente également de faire l'acquisition d'un appartement de 400 m2 au premier étage de l'immeuble mais cet appartement est finalement acheté par un membre de la famille royale saoudienne[24].
- No 23 : la poétesse Renée Vivien (1877-1909) y a vécu. Dans les années 1920, l'immeuble héberge la légation du Chili[25].
- No 28 : en 1975, une autorisation de démolir est accordée concernant le bâtiment situé à cette adresse mais il est précisé que « la façade de l’immeuble ancien devra être intégralement conservée »[26].
- No 31 bis : emplacement durant l'occupation par l'Allemagne pendant la Seconde Guerre mondiale, du commissariat général aux questions juives[12].
- No 33 : le 23 janvier 1978, le baron Édouard-Jean Empain est enlevé devant son domicile situé au no 33, donnant lieu à l'affaire Empain. À cette adresse se trouve un immeuble contemporain comprenant notamment une piscine de 18 mètres de long et une salle de cinéma privée. Y ont notamment résidé le milliardaire saoudien Akram Ojjeh, le prince héritier d'Iran Reza Pahlavi et l'armateur grec Yiannis Latsis (en)[12].
- No 34 (et 3, rue Le Sueur) : hôtel Blumenthal, dit également de Montmorency, construit en 1900, par Henri-Paul Nénot, sur un terrain acquis de la compagnie d'assurances La Nationale par le négociant américain d'origine allemande Ferdinand Blumenthal (1847-1914)[27]. Ce terrain abrite auparavant une maison en pierre de taille avec communs, écuries et sellerie louée en 1894 au prince Boris Swiatopold Czetewerlinski puis, en 1896, au comte de Ludre. Ferdinand Blumenthal présente dans son hôtel sa collection d'antiquités et de tableaux, notamment de Corot et d'autres peintres de l'École de Barbizon. Après la mort de Ferdinand Blumenthal en 1914, l'hôtel est la résidence de sa veuve, née Cécilia Ulman (1863-1927), qui se remarie en 1917 avec Louis de Talleyrand-Périgord (1867-1951), 7e duc de Montmorency et le 2e de la maison de Talleyrand-Périgord. De ce mariage entre un rejeton de la plus haute aristocratie et une fille de la bourgeoisie d'affaires juive new-yorkaise qui fait jaser, et les mauvaises langues n'appelent plus la nouvelle Mme de Talleyrand-Périgord que « la duchesse de Montmorenthal ». Ultérieurement, l'hôtel est acquis par Jorge Luis Ortiz de Linares, ambassadeur de Bolivie en France après la Seconde Guerre mondiale, et sa femme Graziella Patiño, dont le père Simón Iturri Patiño habitait 30, avenue Foch, de l'autre côté de la rue Le Sueur. Dans les années 1980, il appartient à Mohammed Mahdi Al Tajir, ministre du Pétrole des Émirats arabes unis et leur ambassadeur à Londres[28]. Fin décembre 2023, ce dernier revend l’hôtel à une société française de gestion, Mindston Capital, pour 46,5 millions d’euros[29].
- No 35 : dans un appartement réquisitionné à la libération de Paris s'installe à cette adresse et jusqu'au début des années 1960 le Gouvernement de la République espagnole en exil. D'autres bureaux se trouvent à l'avenue Kléber (16e arrondissement) et rue des Pyramides (1er arrondissement)[30].
- No 38 : hôtel particulier de sept étages et 3 600 m2 appartenant à l'ancien vice-président syrien Rifaat al-Assad[31], oncle du président Bachar Al-Assad ; le 17 juin 2020, le tribunal correctionnel de Paris condamne Rifaat al-Assad à 4 ans de prison, pour blanchiment en bande organisée de détournement de fonds publics syriens et ordonne également la confiscation de ses biens immobiliers, considérés comme des « biens mal acquis »[32].
- No 40 : le poète et dramaturge Henry Bataille (1872-1922) y vécut. Dans le même arrondissement, un square lui rend hommage[33].
- No 41 (angle avec l'avenue Raymond-Poincaré) : immeuble construit en 1907 par l'architecte André Arfvidson, arborant au quatrième étage une loggia à colonnade[34], signé à droite de l'entrée. On y trouve le siège du Yacht Club de France, fondé en 1867, ainsi que la résidence de l'ambassadeur d'Israël en France.
- No 42 : hôtel particulier de Teodoro Nguema Obiang Mangué (fils du président de la Guinée équatoriale), confisqué par la justice française. En septembre 2011, dans le cadre de l'affaire dite des « biens mal acquis », la police y saisit onze véhicules de luxe (Bugatti, Ferrari, Maserati, Porsche, Rolls-Royce, etc.)[35]. En 2012, le bâtiment est réaffecté aux services diplomatiques du pays[12], devenant dans le courant de la décennie le siège de l'ambassade de Guinée équatoriale en France. Mais, en février 2020, Teodorin Obiang est condamné à la confiscation de tous ses biens pour « blanchiment d'abus de biens sociaux, détournement de fonds publics et abus de confiance », dont l'hôtel particulier de l'avenue Foch de près de 3 000 m2, comprenant hammam, cinéma, robinetterie en or, estimé à près de 107 millions d'euros. Le 28 juillet 2021, son pourvoi ayant été rejeté par la Cour de cassation, Teodorin Obiang est définitivement condamné[36].
- No 43 (angle rue de la Pompe) : l'ancien président de la République Gaston Doumergue (1863-1937) s'y installe en 1934, au premier étage, peu de temps avant sa mort. Il a pour voisin, au rez-de-chaussée, l'ambassadeur de Belgique, le baron Gaiffier d'Hestroy[37].
- No 44 : dans les années 1900, légation de Saint-Marin[38]. Maria Callas y vit après sa rupture avec Aristote Onassis (ils habitaient auparavant au no 88 de l'avenue, dans un hôtel particulier racheté à Louis Renault)[12]. Fernandel vécut également à cette adresse jusqu'à sa mort, dans un superbe duplex au-dessus de l'appartement de la Callas. La cohabitation a été parfois difficile, à cause du tapage répété de la célèbre cantatrice[39].
- No 46 : Vera Nimidoff y tenait un salon littéraire que fréquentaient Paul Valéry, Jean Cocteau, Louis Barthou, le prince Pierre de Polignac, François Mauriac, Henry Bordeaux, Abel Bonnard, Anna de Noailles, Léon-Paul Fargue, Georges Henri Rivière et Henri de Régnier.
- À l'extrémité de l'avenue, juste avant la porte Dauphine, se trouve un remarquable édicule surmontant une bouche de métro, créé par Hector Guimard, le seul parmi les trois derniers de ce type subsistant à Paris qui soit à son emplacement d'origine. C'est une entrée Art nouveau entièrement couverte d'une verrière.
- No 50 : dans cet immeuble vécurent Françoise Hardy et Jacques Dutronc[12].
- No 52 : à cette adresse se trouve une propriété du clan du président gabonais Ali Bongo[40].
- No 53 : immeuble Art déco de 1939 construit par l'architecte Charles Abella[41].
- No 55 : en 1929, un appartement de six pièces « entre cour et jardin » est à vendre à cette adresse pour la somme de 640 000 francs[42]. En 1937, le général Gamelin (1872-1958), commandant de l'armée française en 1939-1940, s'installe dans un appartement qu'il a acheté au rez-de-chaussée de l'immeuble, doté d'un jardinet[43],[44]. L'homme d'État canadien Georges Vanier (1888-1967) y a également résidé avec sa femme Pauline dans un appartement occupant un étage entier[45], de même que Philippe Roy, ministre plénipotentiaire du Canada, en 1933[46]. L'homme d'affaires Pierre Wertheimer (1888-1965), propriétaire de chevaux de course et partenaire financier de Coco Chanel, a également habité l'immeuble[47] ; il y vécut « au milieu d’antiquités égyptiennes, de maîtres de l’impressionnisme et de tableaux de Nicolas de Staël »[48].
- No 59 : hôtel particulier construit en 1875[49] ayant appartenu à l'auteur dramatique Adolphe d'Ennery (1811-1899) ; à sa mort, celui-ci lègue, au grand désappointement de ses héritiers, son hôtel et ses collections de chinoiseries et de japonaiseries à l'État ; le musée d'Ennery, qui porte donc son nom, est inauguré en 1908[50] ; au rez-de-chaussée, le musée arménien de France l'est, lui, le 9 octobre 1953 par le président de la République Vincent Auriol[51][source insuffisante].
- Nos 58-60 : bâtiment pastiche de style Louis XVI vendu par Allianz en 2010 à la découpe[12]. L'industriel Pierre Azaria (1865-1953) y a vécu[52].
- No 60 : le chanteur Prince y a vécu[12] de 1987 à 1997 dans un appartement de 600 m2[53].
- No 64 : l'ambassade d'Irak en France est attribuée à cet immeuble.
- Nos 66-68 : un des derniers grands hôtels particuliers[54], construit dans un style néo-Renaissance par l'architecte Armand Pollet en 1883. La princesse Hortense Louis de Croÿ, à l'origine de l'une des plus importantes donations jamais faites au musée du Louvre (3 800 dessins et peintures)[55], y est décédée en 1932, en son hôtel[56].
- No 71 : immeuble construit en 1896 par l'architecte Charles Michel[57]. L'homme d'affaires Georges Lesieur, fondateur de la Société des huiles Lesieur, y meurt en son domicile en 1931[58].
- No 75 : ambassade des États-Unis en France pendant le siège de Paris (1870-1871) et la Commune. Les Communards investirent l'édifice et l'ambassadeur Elihu B. Washburne suivit le gouvernement exilé à Versailles[59].
- No 80 : entrée du square de l'Avenue-Foch, une voie privée, où ont vécu l'écrivain Marcel Pagnol et les musiciens Arthur Rubinstein[60] et Claude Debussy[61]. Dans les années 1920, l'immeuble héberge la légation du Liberia[25].
- No 81 : la famille du roi Salmane d'Arabie saoudite occupe les trois derniers étages de cet immeuble[62] ; la princesse Hussa Bint Salman, fille unique du roi d'Arabie saoudite, y occupe un appartement, dans lequel un artisan venu effectuer des travaux, en 2016, aurait été séquestré plusieurs heures et brutalisé par un de ses gardes du corps[63].
- No 82 : l'écrivain et journaliste Félicien Champsaur (1858-1934) est mort à cette adresse[64]. Le dramaturge, dialoguiste et scénariste André Mouëzy-Éon (1880-1967) a vécu et est mort lui aussi à cette adresse.
- Nos 82, 84 et 86 : pendant la Seconde Guerre mondiale, ces immeubles abritent le quartier général de la Gestapo. Pour cette raison, l'artère est alors surnommée « avenue Boche[65] ». C'est dans l'un de ces immeubles, au 84, que Pierre Brossolette se suicide pour ne pas parler.
- L'écrivain Octave Mirbeau a vécu au no 64, devenu 84, de 1901 à 1909 dans un appartement de très grand standing loué fort cher[66].
- No 85 : gare de l'avenue Foch, sur l'ancienne ligne de Petite Ceinture.
- No 86 : immeuble de 1952 conçu par l'architecte Clément Palacci, signé en façade ; délégation permanente de Chypre auprès de l'UNESCO.
- No 88 : l’armateur grec Aristote Onassis (1906-1975) possédait deux appartements à cette adresse[67], l’un situé au-dessus de l’autre ; il habitait l’appartement du haut, d’une superficie de 450 mètres carrés ; celui du bas était occupé par sa fille Christina (1950-1988)[68].
- No 90 : hôtel particulier de style Louis XVI construit en 1917. Il a été la demeure de l'industriel Louis Renault (1877-1944)[69]. À la fin de la Seconde Guerre mondiale, son propriétaire étant accusé de collaboration économique avec l'occupant, l'hôtel particulier est perquisitionné et ses cuisines sont pillées[70], le 5 septembre 1944, par des membres armés du Comité de libération du 16e arrondissement[70]. À la fin des années 1970, l'ancienne propriété de l'industriel est proposée à la vente pour la somme de 13 millions de francs et est ainsi décrite : 2 500 m2 de terrain, 727 m2 de bâti — dont 391 m2 pour la partie habitable et 336 m2 pour les salles de réception —, 346 m2 pour les domestiques[71][source insuffisante]. En 2015, agrandi de deux appartements du no 88 voisin, l'ensemble appartient au fils du roi Abdallah d'Arabie saoudite[72].

Vues de quelques immeubles remarquables.
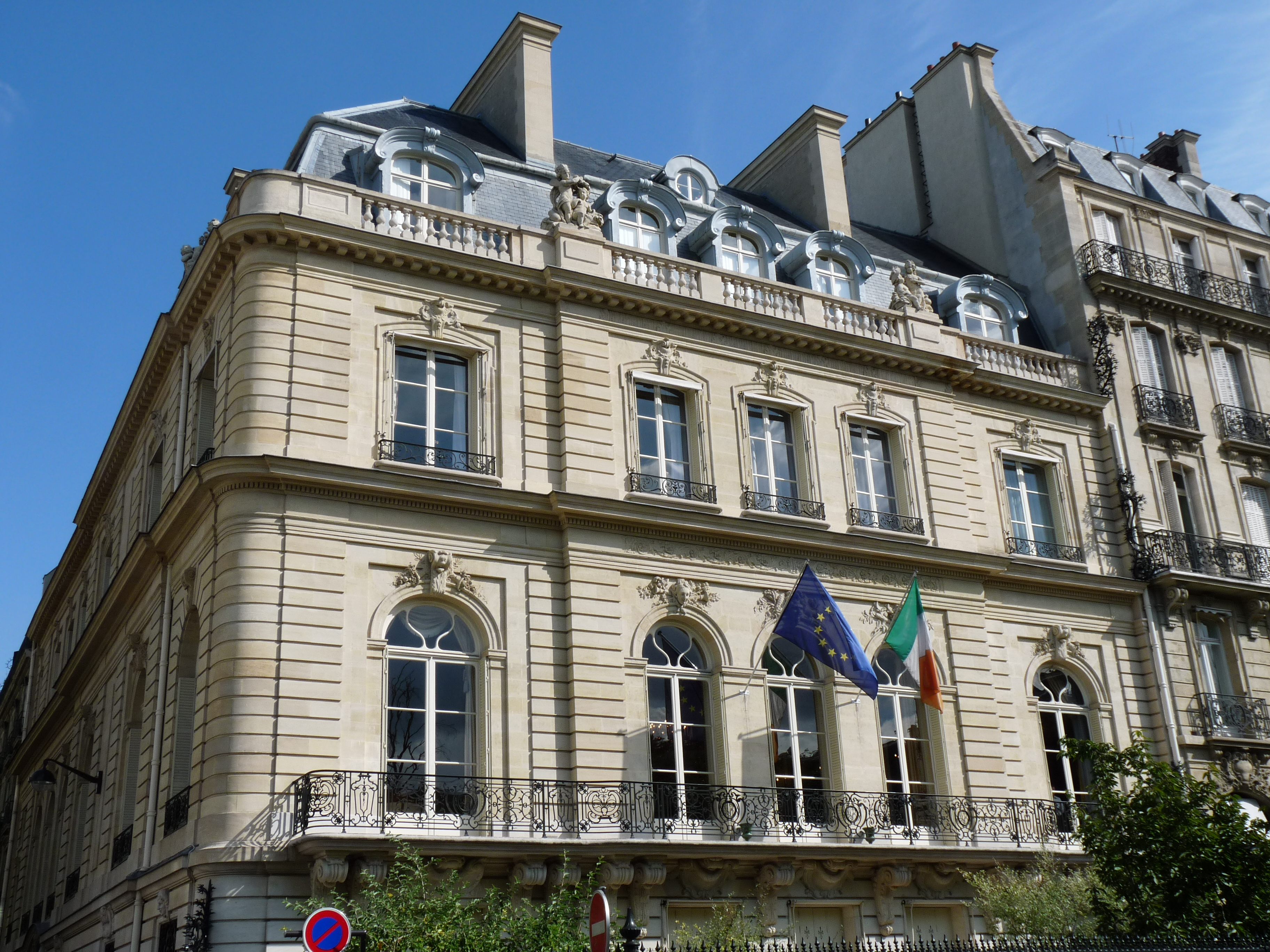
No 12 : hôtel de Breteuil.
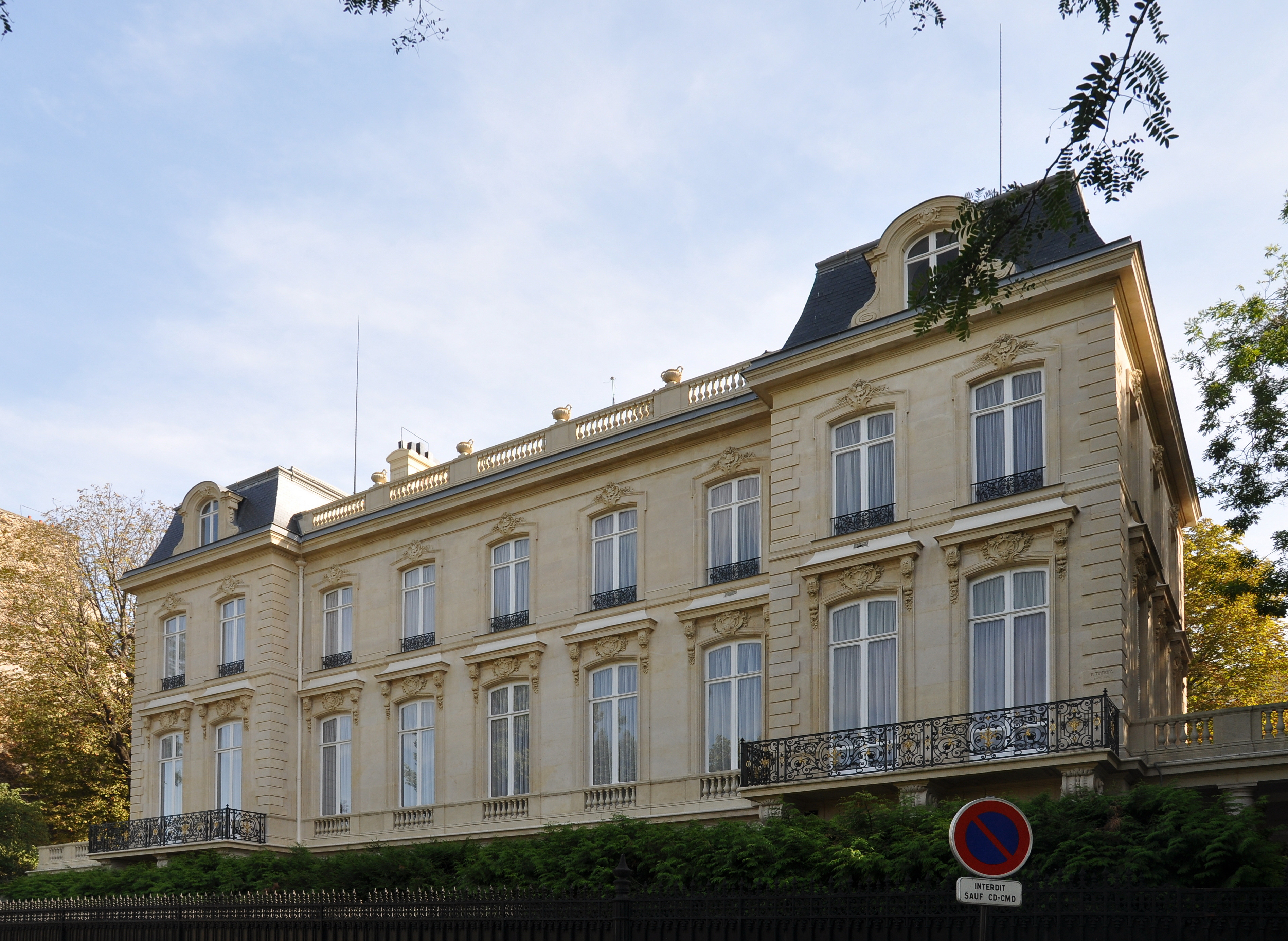
No 19 : ambassade de l'Angola.
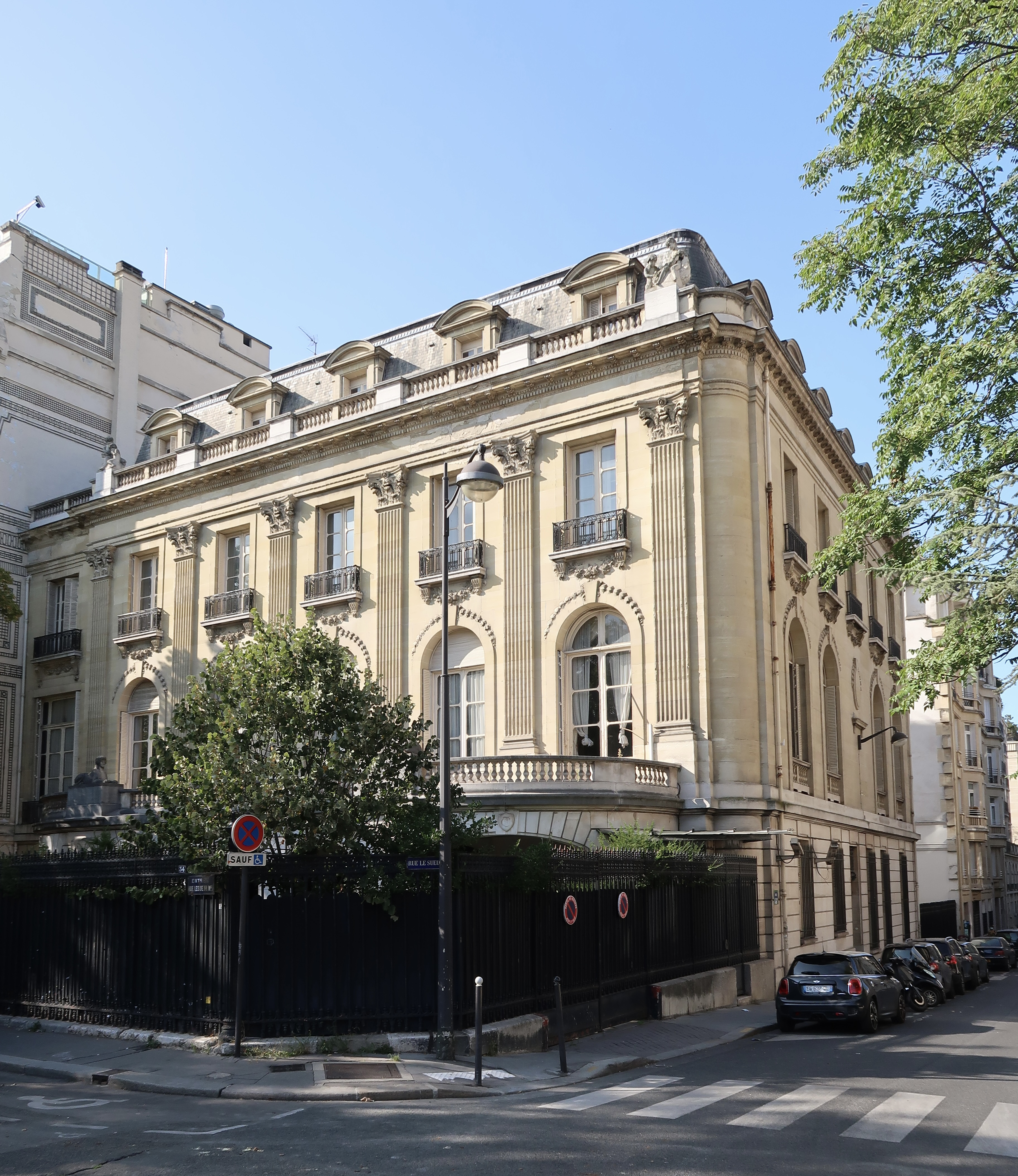
No 34 : hôtel Blumenthal.
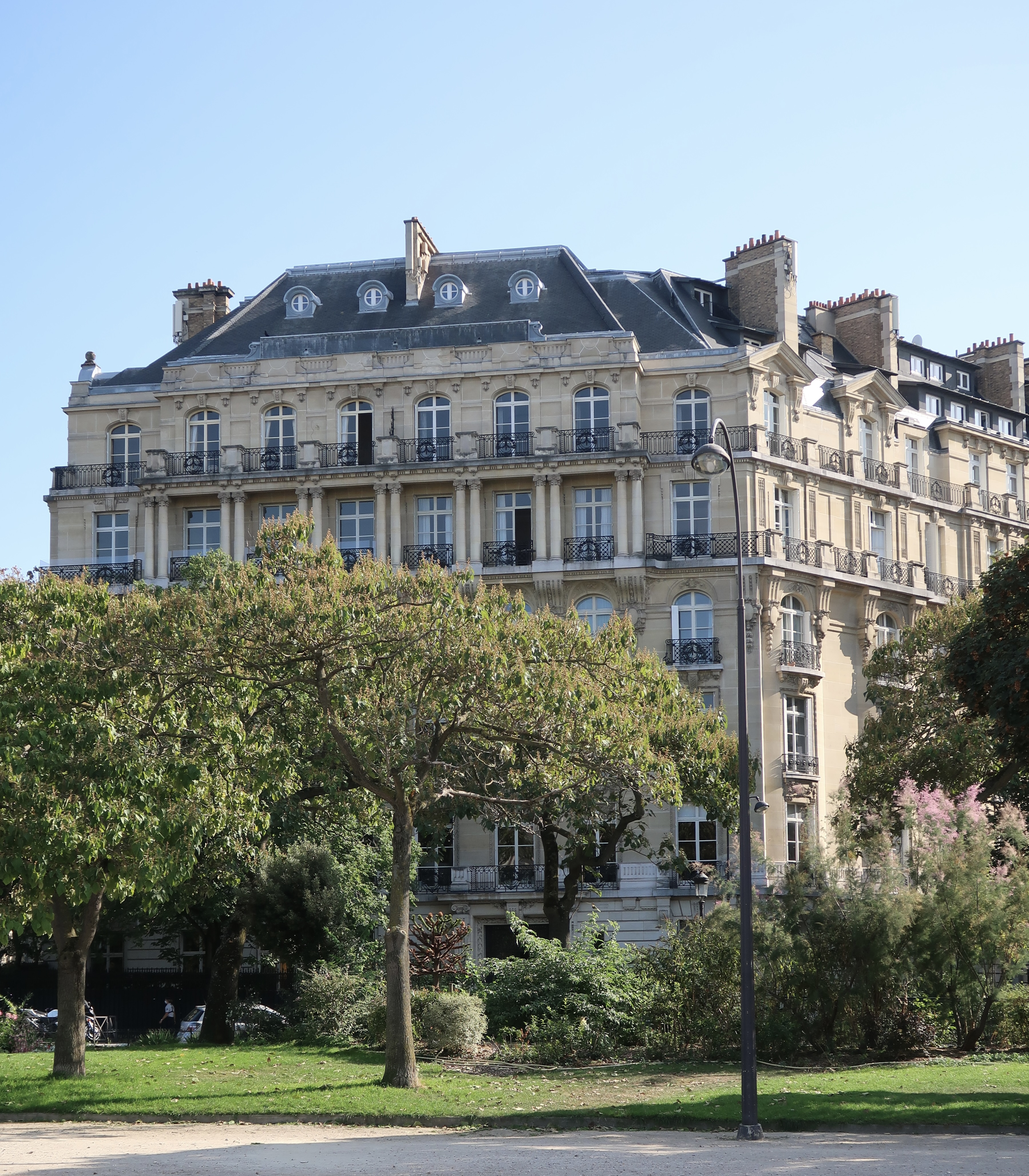
No 41 : Yacht Club de France.
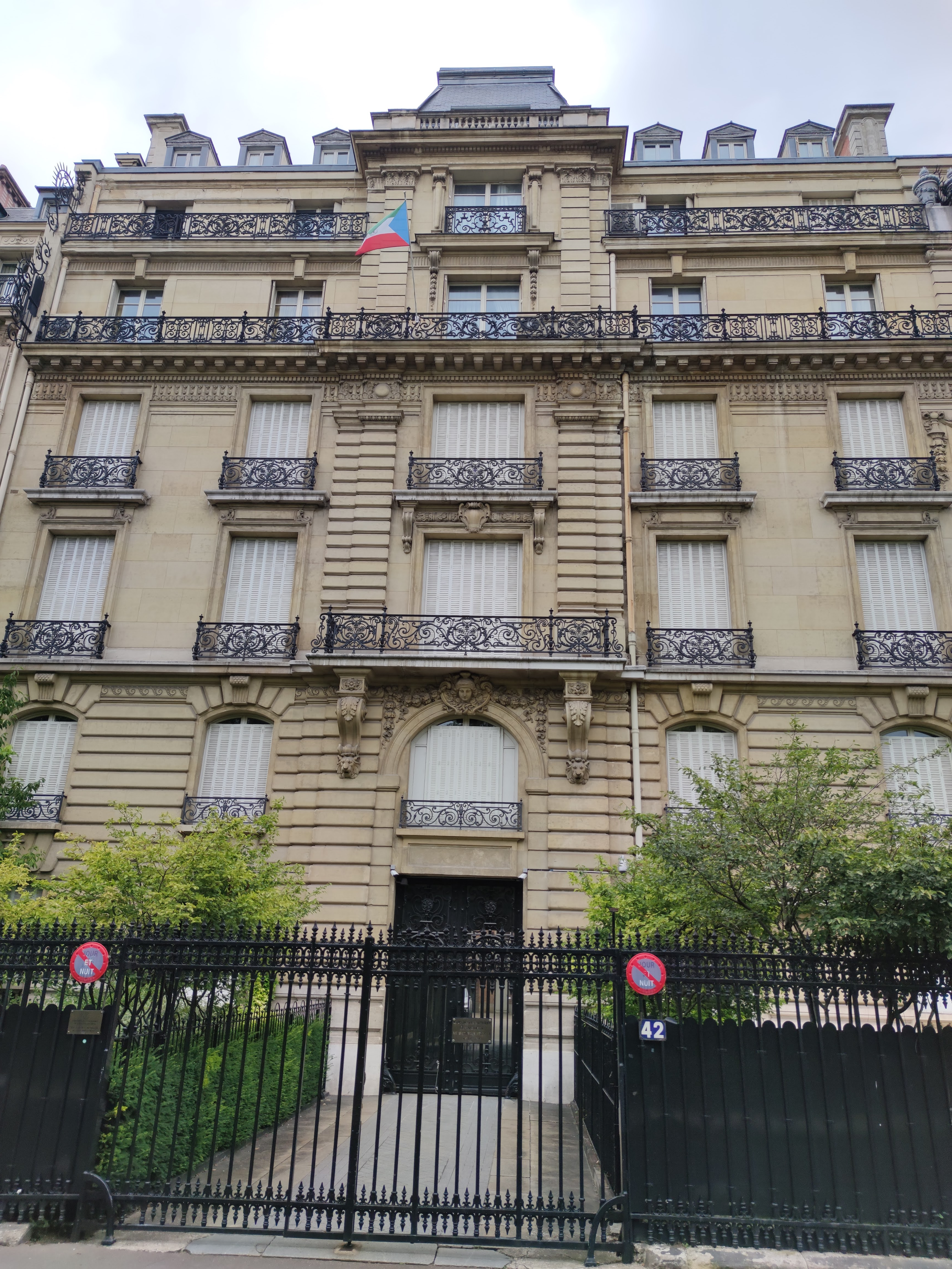
No 42.
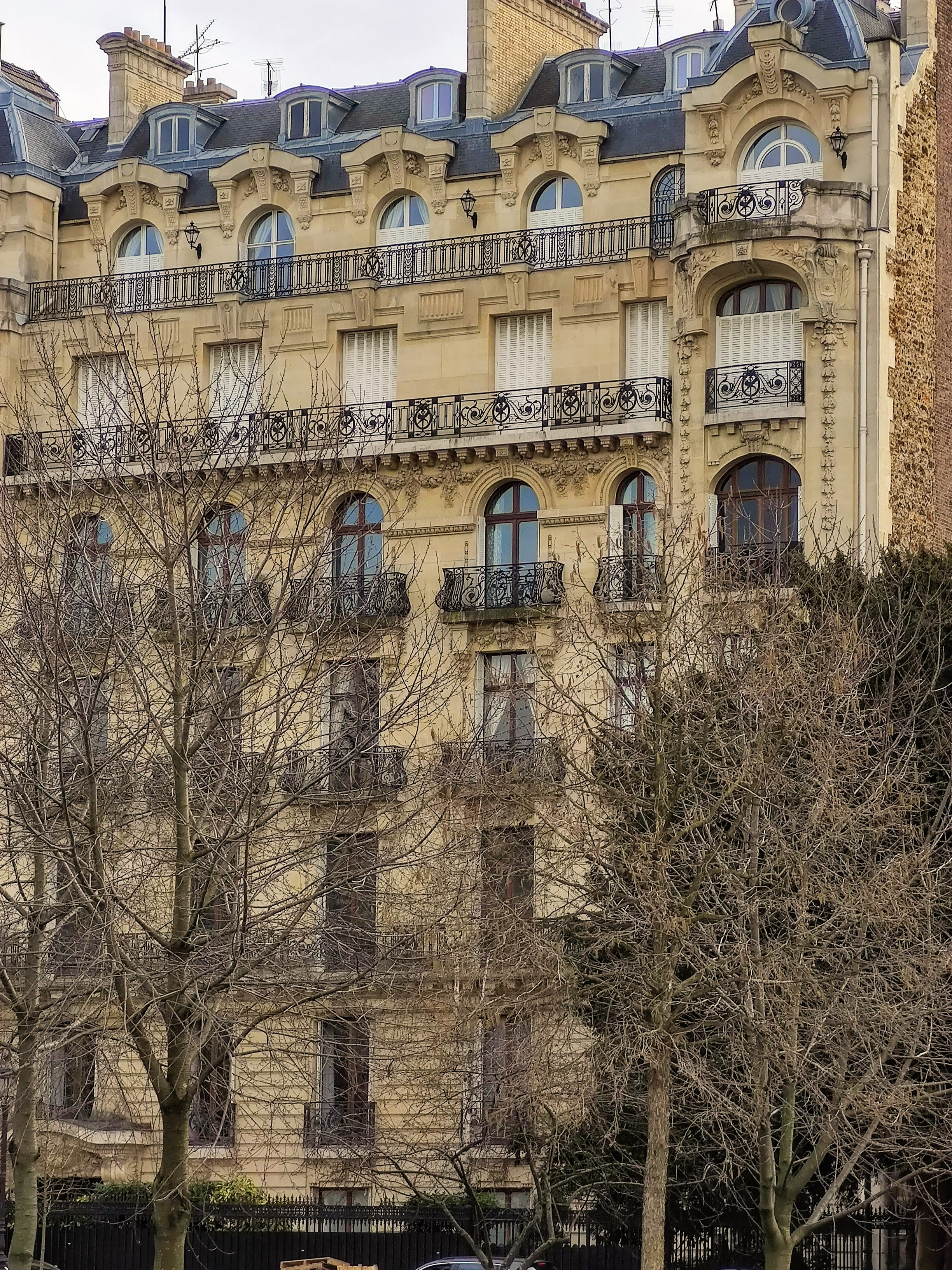
No 55.
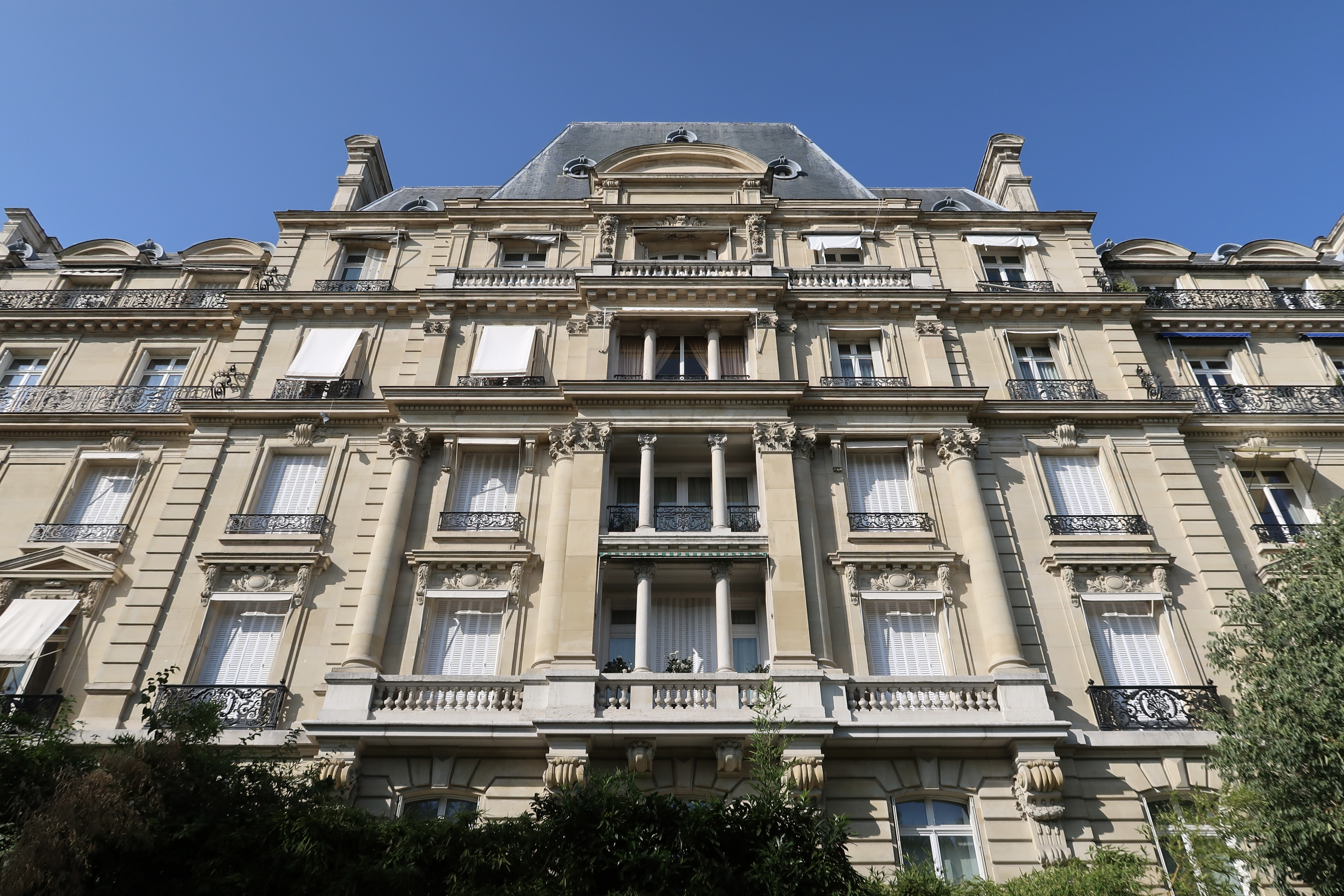
No 60.
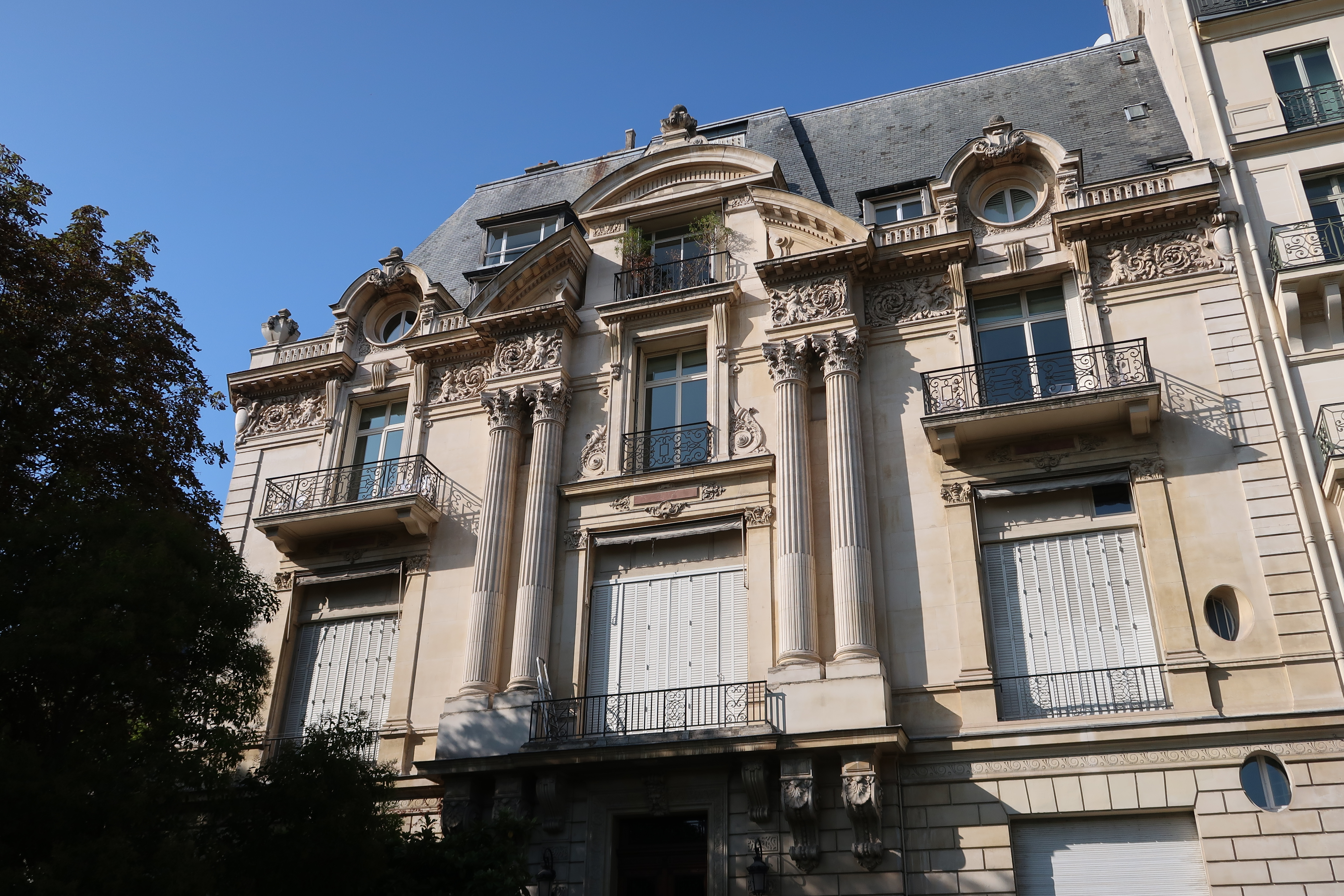
Nos 66-68 : hôtel particulier néo-Renaissance (1883).
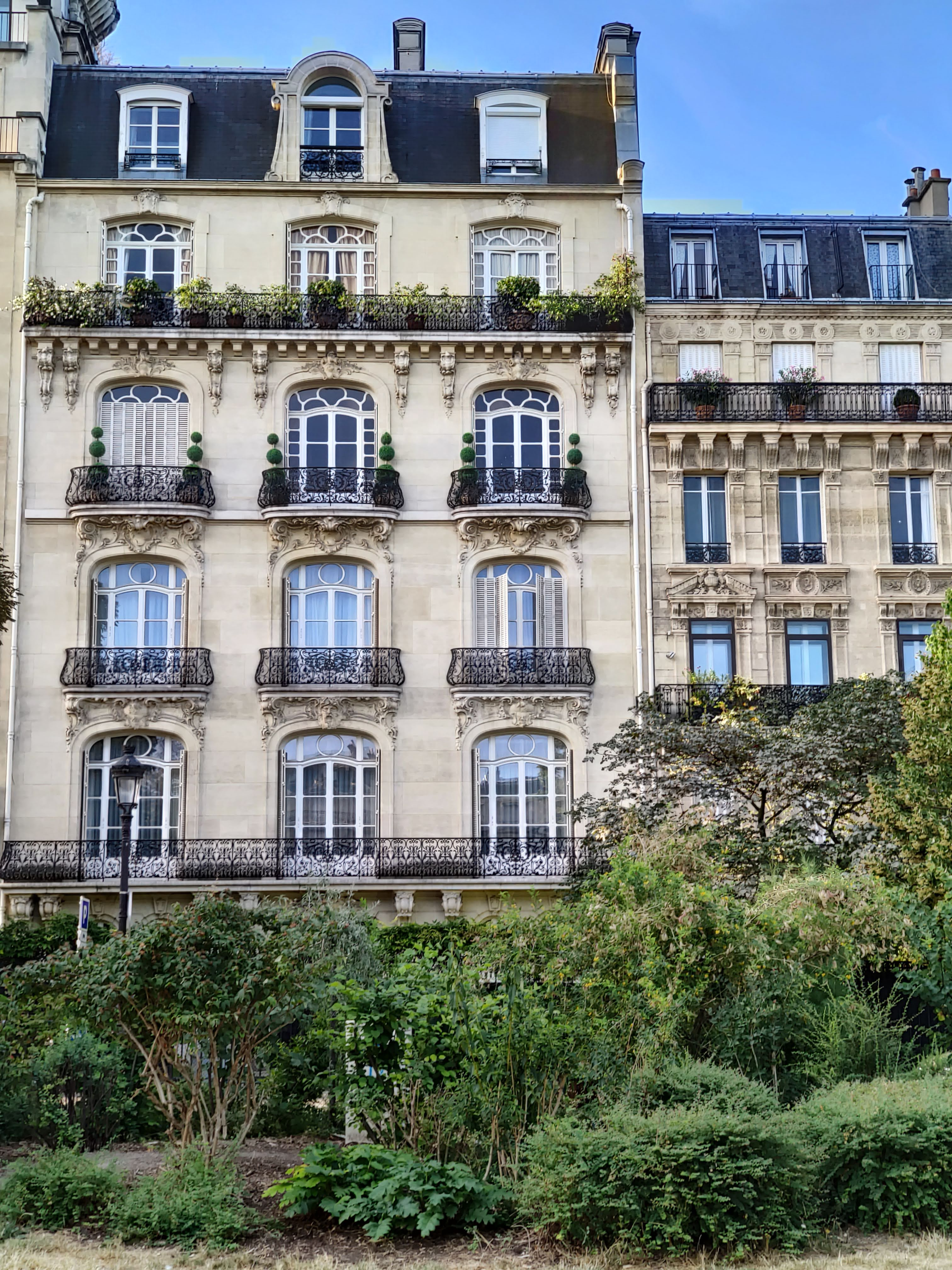
No 71 : immeuble de 1896.
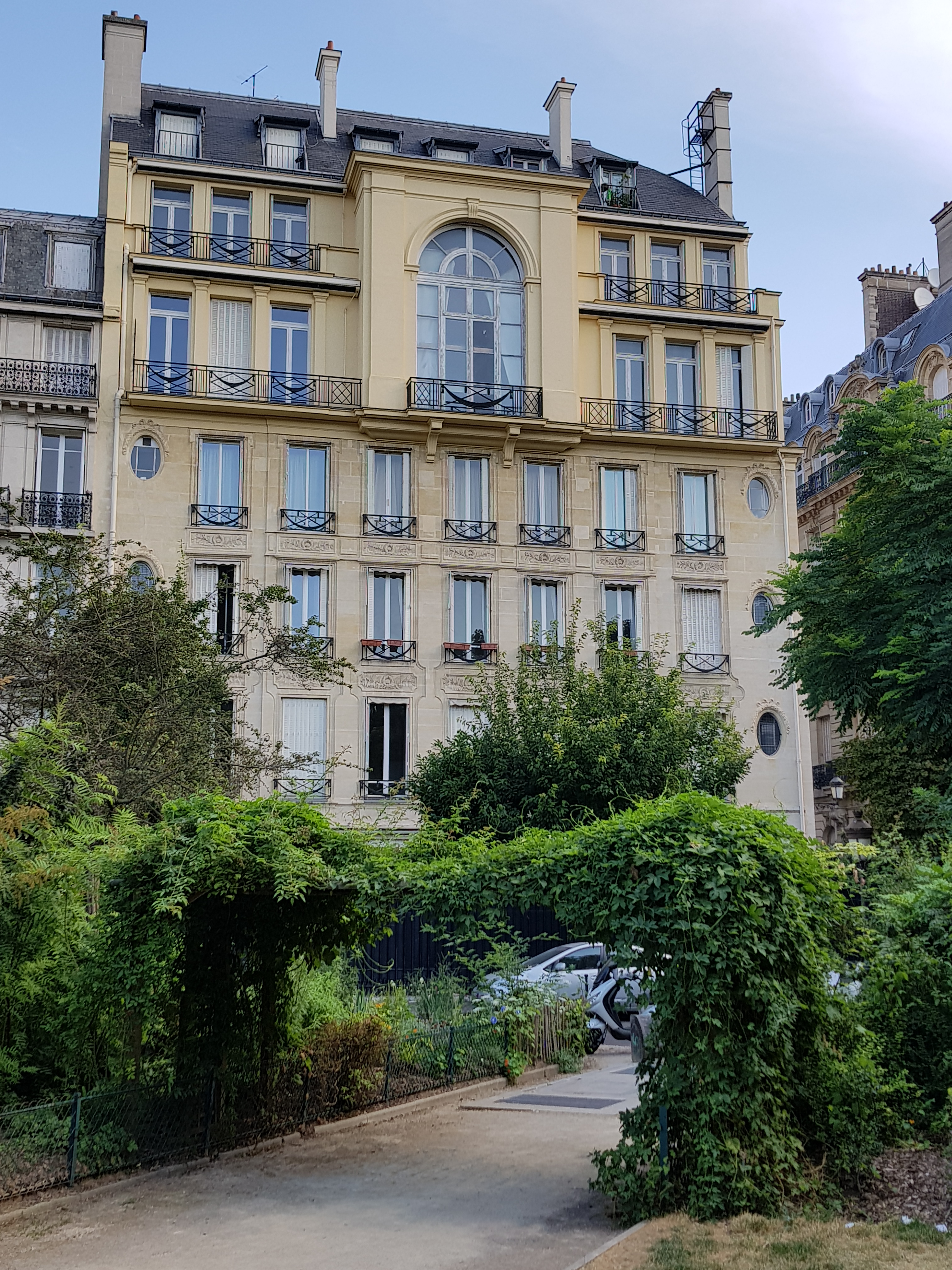
No 82.

### Bâtiments détruits

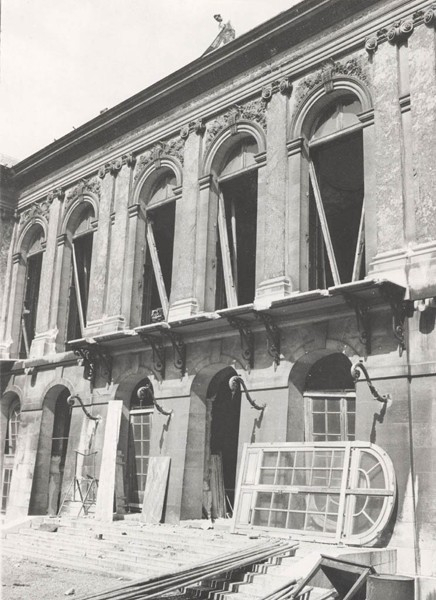
Façade du palais Rose lors de sa destruction.

- No 15 : hôtel de Paul Lebaudy.
- No 30 : hôtel de Yturbe. Construit par Manuel de Yturbe, ancien diplomate mexicain en Europe. L'hôtel est vendu à M. Simon I. Patiño après la Seconde Guerre mondiale.
- No 40 : palais Rose, l'une des plus somptueuses demeures parisiennes édifiée de 1896 à 1902 par l'architecte Ernest Sanson pour le comte Boniface de Castellane (1867-1932) et dont l'architecture s'inspirait du Grand Trianon de Versailles. Il occupait un espace délimité par l'avenue de Malakoff, l'avenue Foch, la rue Duret et la rue Piccini. Il fut détruit en 1969 et remplacé par l'actuel no 50.
- Nos 41-43, à l'angle de l'avenue de Malakoff (actuelle avenue Raymond-Poincaré) et de la rue de la Pompe : hôtel particulier construit en 1890 par l'architecte Jules Février pour le richissime médecin américain Thomas W. Evans[73], qui y est décédé en 1897[74]. Utilisé lors de l'Exposition universelle de 1900 pour y loger des souverains étrangers, il est démoli en 1907. La rue de Malakoff (actuelle rue de Lasteyrie) est ouverte sur la parcelle en 1908[75],[76],[77].
- No 53 : hôtel particulier de 753 m2 sur deux étages avec jardin sur l'avenue ; mis à prix 750 000 francs en 1933[78].
- No 55 : Skating Palais, salle de patinage inaugurée le 21 avril 1876[79] et considérée comme l'une des plus belles du monde[80].
- No 64 (ancienne numérotation) : en 1867-1868, le peintre français James Tissot (1836-1902) s'installe dans un hôtel particulier de style anglais qu'il a fait construire à l'angle de l'avenue et du square de l'Avenue-Foch[81]. Cette maison, qui n'existe plus[82], se présente de la façon suivante : rez-de-chaussée, étage carré (c'est-à-dire non mansardé), caves, serre[83]…

## Dans la culture

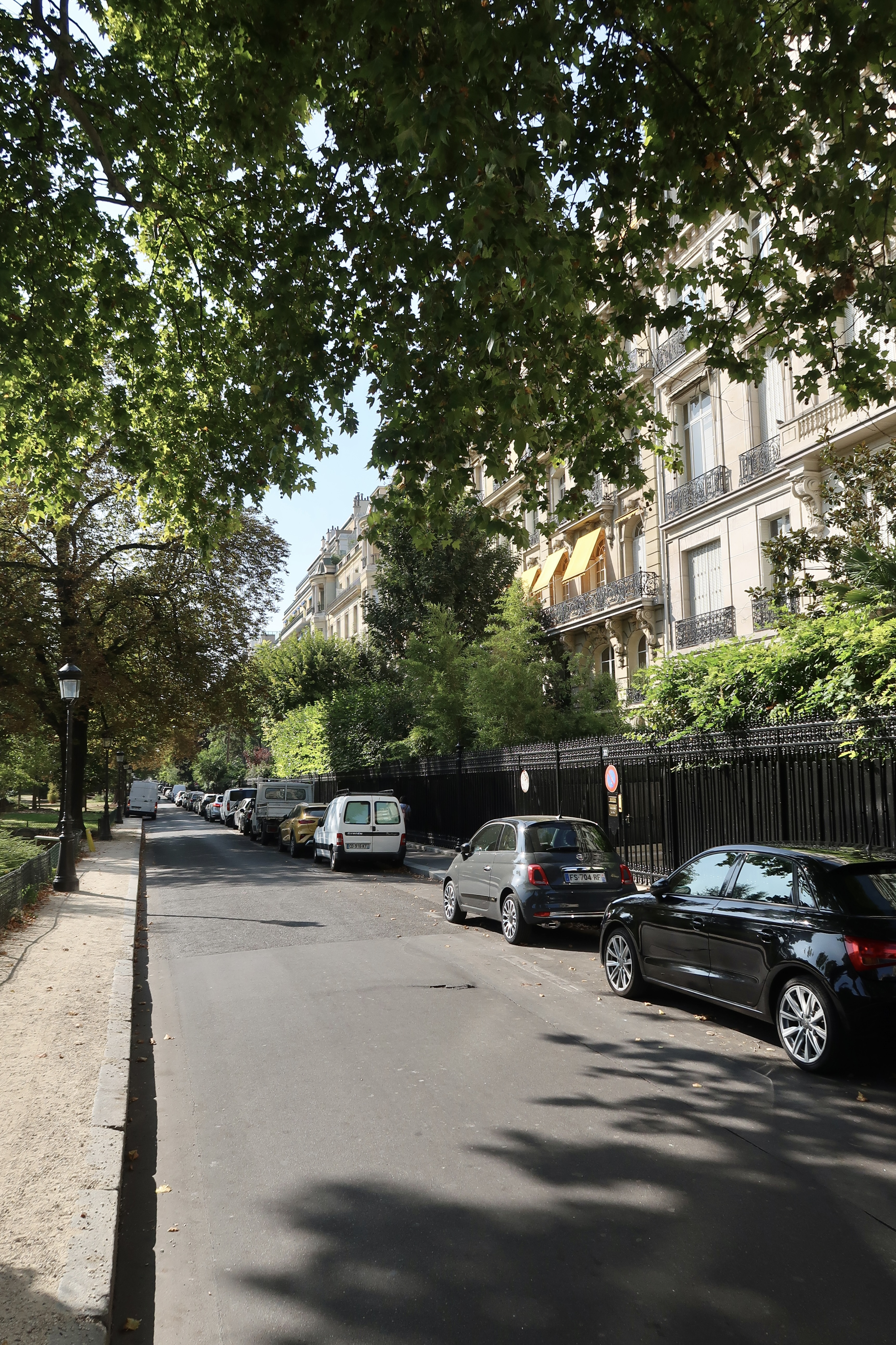
Contre-allée nord.

- Tout le roman Les Années Foch, de Jean-Pierre Montal (Pierre-Guillaume de Roux, 2015[84]), se déroule dans les contre-allées de l'avenue Foch, dans les années 1990, 2010 et 2020.
- Plusieurs personnages de l'écrivain Marcel Proust fréquentent l'avenue : sur le conseil de Charles Swann, Odette y fait régulièrement son footing car c'est un endroit chic, où il faut être vu. Après la guerre, l'avenue devient l'adresse du prince de Guermantes[85].
- En 1950, Maurice Chevalier interprète une chanson intitulée Sur l'avenue Foch[12].